# Офіційний перелік регіонально рідкісних рослин Дніпропетровської області
Офіційний перелік регіонально рідкісних рослин Дніпропетровської області — список, що містить перелік видів рослин, які не занесені до Червоної книги України, але є рідкісними або такими, що перебувають під загрозою зникнення на території Дніпропетровської області.

## Історія
Уперше перелік рідкісних рослин території Дніпропетровської області, було укладено у 2000 р. та затверджено рішенням Дніпропетровської обласної ради від 20 жовтня 2000 року № 305-13/XXIII «Про затвердження Переліку видів рослин, що підлягають особливій охороні в межах області та Положення про нього». Останній варіант переліку затверджено Дніпропетровською обласною радою рішенням від 27 грудня 2011 року № 219-10/VI «Про затвердження Червоних списків тварин та рослин Дніпропетровської області». До нього входять 10 видів мохів, 3 види лишайників та 356 видів судинних рослин.
Список складений відповідно до переліку, викладеного в науковому звіті «Червона книга Дніпропетровської області. Рослинний світ».

## Лишайники(Lichenes)
| № п/п | Українська назва виду | Біномінальна назва              | Родина     | Відділ     | Статус в                                 | Статус в                       | Статус в              | Зображення |
| № п/п | Українська назва виду | Біномінальна назва              | Родина     | Відділ     | Червоній книзі Дніпропетровської області | Європейському Червоному списку | Червоному списку МСОП | Зображення |
| ----- | --------------------- | ------------------------------- | ---------- | ---------- | ---------------------------------------- | ------------------------------ | --------------------- | ---------- |
| 1     | Кладонія гроновидна   | Cladonia botryles (Hag.) Willd. | Кладонієві | Аскоміцети | вразливий                                | -                              | -                     |            |
| 2     | Кладонія м'яка        | Cladonia mitis Sandst.          | Кладонієві | Аскоміцети | рідкісний                                | -                              | -                     |            |
| 3     | Кладонія оленячорога  | Cladonia rangiformis Hoffm.     | Кладонієві | Аскоміцети | рідкісний                                | -                              | -                     |            |

## Мохи(Bryophyta)
| № п/п | Українська назва виду    | Біномінальна назва             | Родина       | Відділ      | Статус в                                 | Статус в                       | Статус в              | Зображення |
| № п/п | Українська назва виду    | Біномінальна назва             | Родина       | Відділ      | Червоній книзі Дніпропетровської області | Європейському Червоному списку | Червоному списку МСОП | Зображення |
| ----- | ------------------------ | ------------------------------ | ------------ | ----------- | ---------------------------------------- | ------------------------------ | --------------------- | ---------- |
| 1     | Фонтіналіс протипожежний | Fontinalis antipyretica Hedw.  | Фонтіналієві | Мохоподібні | недостатньо вивчений (неоцінений)        | -                              | -                     |            |
| 2     | Фонтіналіс гіпновидний   | Fontinalis hypnoides Hartm.    | Фонтіналієві | Мохоподібні | недостатньо вивчений (неоцінений)        | -                              | -                     |            |
| 3     | Маршанція мінлива        | Marchantia polymorpha L.       | Маршанцієві  | Мохоподібні | рідкісний                                | -                              | -                     |            |
| 4     | Зозулин льон звичайний   | Polytrichum commune Hedw.      | Політрихові  | Мохоподібні | рідкісний                                | -                              | -                     |            |
| 5     | Річія плаваюча           | Riccia fluitans L.             | Річієві      | Мохоподібні | вразливий                                | -                              | -                     |            |
| 6     | Річіокарпус плаваучий    | Ricciocarpus natans (L.) Corda | Річієві      | Мохоподібні | вразливий                                | -                              | -                     |            |
| 7     | Сфагнум тупий            | Sphagnum obtusum Warnst.       | Сфагнові     | Мохоподібні | недостатньо вивчений (неоцінений)        | -                              | -                     |            |
| 8     | Сфагнум болотний         | Sphagnum palustre L.           | Сфагнові     | Мохоподібні | недостатньо вивчений (неоцінений)        | -                              | -                     |            |
| 9     | Сфагнум звивистий        | Sphagnum recurvum Warnst.      | Сфагнові     | Мохоподібні | недостатньо вивчений (неоцінений)        | -                              | -                     |            |
| 10    | Сфагнум розчепірений     | Sphagnum squarrosum Crome      | Сфагнові     | Мохоподібні | рідкісний                                | -                              | -                     |            |

## Судинні рослини(Tracheophyta)
| № п/п | Назва виду                       | Назва виду                                                             | Систематика                         | Систематика                               | Систематика                      | Статус в                                 | Статус в                       | Статус в              | Зображення |
| № п/п | Українська                       | Біномінальна                                                           | Родина                              | Клас                                      | Відділ                           | Червоній книзі Дніпропетровської області | Європейському Червоному списку | Червоному списку МСОП | Зображення |
| ----- | -------------------------------- | ---------------------------------------------------------------------- | ----------------------------------- | ----------------------------------------- | -------------------------------- | ---------------------------------------- | ------------------------------ | --------------------- | ---------- |
| 1     | Плаун булавовидний               | Lycopodium clavatum L.                                                 | Плаунові (Lycopodiaceae)            | Плауновидні (Lycopodiopsida)              | Плауноподібні (Lycopodiophyta)   | зникаючий                                | -                              | -                     |            |
| 2     | Хвощ річковий                    | Equisetum fluviatile L.                                                | Хвощові (Equisetaceae)              | Хвощевидні (Equisetopsida)                | Хвощеподібні (Equisetophyta)     | рідкісний                                | -                              | -                     |            |
| 3     | Хвощ зимуючий                    | Equisetum hyemale L.                                                   | Хвощові (Equisetaceae)              | Хвощевидні (Equisetopsida)                | Хвощеподібні (Equisetophyta)     | рідкісний                                | -                              | -                     |            |
| 4     | Хвощ болотний                    | Equisetum palustre L.                                                  | Хвощові (Equisetaceae)              | Хвощевидні (Equisetopsida)                | Хвощеподібні (Equisetophyta)     | зниклий                                  | -                              | -                     |            |
| 5     | Хвощ лісовий                     | Equisetum sylvaticum L.                                                | Хвощові (Equisetaceae)              | Хвощевидні (Equisetopsida)                | Хвощеподібні (Equisetophyta)     | зникаючий                                | -                              | -                     |            |
| 6     | Хвощ великий                     | Equisetum telmateia Ehrh.                                              | Хвощові (Equisetaceae)              | Хвощевидні (Equisetopsida)                | Хвощеподібні (Equisetophyta)     | зникаючий                                | -                              | -                     |            |
| 7     | Аспленій муровий                 | Asplenium ruta-muraria L.                                              | Аспленієві (Aspleniaceae)           | Папоротевидні (Polypodiopsida)            | Папоротеподібні (Polypodiophyta) | зникаючий                                | -                              | -                     |            |
| 8     | Аспленій північний               | Asplenium septentrionale L.                                            | Аспленієві (Aspleniaceae)           | Папоротевидні (Polypodiopsida)            | Папоротеподібні (Polypodiophyta) | вразливий                                | -                              | -                     |            |
| 9     | Аспленій волосовидний            | Asplenium trichomanes L.                                               | Аспленієві (Aspleniaceae)           | Папоротевидні (Polypodiopsida)            | Папоротеподібні (Polypodiophyta) | зникаючий                                | -                              | -                     |            |
| 10    | Безщитник жіночий                | Athyrium filix-femina (L.) Roth                                        | Безщитникові (Athyriaceae)          | Папоротевидні (Polypodiopsida)            | Папоротеподібні (Polypodiophyta) | вразливий                                | -                              | -                     |            |
| 11    | Пухирник ламкий                  | Cystopteris fragilis (L.) Bernh.                                       | Безщитникові (Athyriaceae)          | Папоротевидні (Polypodiopsida)            | Папоротеподібні (Polypodiophyta) | вразливий                                | -                              | -                     |            |
| 12    | Орляк звичайний                  | Pteridium aquilinum (L.) Kuhn                                          | Невиразнолускові (Dennstaedtiaceae) | Папоротевидні (Polypodiopsida)            | Папоротеподібні (Polypodiophyta) | зникаючий                                | -                              | -                     |            |
| 13    | Щитник шартрський                | Dryopteris carthusiana (Will.) H.P.Fusch                               | Щитникові (Dryopteridaceae)         | Папоротевидні (Polypodiopsida)            | Папоротеподібні (Polypodiophyta) | рідкісний                                | -                              | -                     |            |
| 14    | Щитник гребенястий               | Dryopteris cristata (L.) A. Grey                                       | Щитникові (Dryopteridaceae)         | Папоротевидні (Polypodiopsida)            | Папоротеподібні (Polypodiophyta) | зникаючий                                | -                              | -                     |            |
| 15    | Щитник чоловічий                 | Dryopteris filix-mas (L.) Schott.                                      | Щитникові (Dryopteridaceae)         | Папоротевидні (Polypodiopsida)            | Папоротеподібні (Polypodiophyta) | рідкісний                                | -                              | -                     |            |
| 16    | Голокучник дубовий               | Gymnocarpium dryopteris (L.) Newman                                    | Щитникові (Dryopteridaceae)         | Папоротевидні (Polypodiopsida)            | Папоротеподібні (Polypodiophyta) | зникаючий                                | -                              | -                     |            |
| 17    | Багаторядник шипуватий           | Polystichum aculeatum (L.) Roth                                        | Щитникові (Dryopteridaceae)         | Папоротевидні (Polypodiopsida)            | Папоротеподібні (Polypodiophyta) | зникаючий                                | -                              | -                     |            |
| 18    | Страусове перо звичайне          | Matteuccia struthiopteris (L.) Tod.                                    | Оноклеєві (Onocleaceae)             | Папоротевидні (Polypodiopsida)            | Папоротеподібні (Polypodiophyta) | зникаючий                                | -                              | -                     |            |
| 19    | Вужачка звичайна                 | Ophioglossum vulgatum L.                                               | Вужачкові (Ophioglossaceae)         | Папоротевидні (Polypodiopsida)            | Папоротеподібні (Polypodiophyta) | зникаючий                                | -                              | -                     |            |
| 20    | Багатоніжка звичайна             | Polypodium vulgare L.                                                  | Багатоніжкові (Polypodiaceae)       | Папоротевидні (Polypodiopsida)            | Папоротеподібні (Polypodiophyta) | зникаючий                                | -                              | -                     |            |
| 21    | Теліптеріс болотний              | Thelypteris palustris Schott                                           | Теліптерисові (Thelypteridaceae)    | Папоротевидні (Polypodiopsida)            | Папоротеподібні (Polypodiophyta) | вразливий                                | -                              | -                     |            |
| 22    | Ефедра двоколоса                 | Ephedra distachya L.                                                   | Хвойникові (Ephedraceae)            | Гнетовидні (Gnetopsida)                   | Голонасінні (Pinophyta)          | рідкісний                                | -                              | -                     |            |
| 23    | Цибуля оманна                    | Allium decipiens Fisch. еx Schult. et Schult. f.                       | Цибулеві (Alliaceae)                | Однодольні (Liliopsida)                   | Покритонасінні (Magnoliophyta)   | рідкісний                                | -                              | -                     |            |
| 24    | Цибуля крапчаста                 | Allium guttatum Steven                                                 | Цибулеві (Alliaceae)                | Однодольні (Liliopsida)                   | Покритонасінні (Magnoliophyta)   | рідкісний                                | -                              | -                     |            |
| 25    | Цибуля волотиста                 | Allium paniculatum L.                                                  | Цибулеві (Alliaceae)                | Однодольні (Liliopsida)                   | Покритонасінні (Magnoliophyta)   | зниклий                                  | -                              | -                     |            |
| 26    | Цибуля подільська                | Allium podolicum (Asch. et Graebn.) Blocki ex Racib                    | Цибулеві (Alliaceae)                | Однодольні (Liliopsida)                   | Покритонасінні (Magnoliophyta)   | рідкісний                                | -                              | -                     |            |
| 27    | Цибуля передбачена               | Allium praescissum Rchb.                                               | Цибулеві (Alliaceae)                | Однодольні (Liliopsida)                   | Покритонасінні (Magnoliophyta)   | вразливий                                | -                              | -                     |            |
| 28    | Цибуля кругла                    | Allium rotundum L.                                                     | Цибулеві (Alliaceae)                | Однодольні (Liliopsida)                   | Покритонасінні (Magnoliophyta)   | рідкісний                                | -                              | -                     |            |
| 29    | Аїр звичайний                    | Acorus calamus L.                                                      | Ароїдні (Araceae)                   | Однодольні (Liliopsida)                   | Покритонасінні (Magnoliophyta)   | рідкісний                                | -                              | -                     |            |
| 30    | Холодок кільчастий               | Asparagus verticillatus L.                                             | Холодкові (Asparagaceae)            | Однодольні (Liliopsida)                   | Покритонасінні (Magnoliophyta)   | зникаючий                                | -                              | -                     |            |
| 31    | Віхалка гілляста                 | Anthericum ramosum L.                                                  | Асфоделінові (Asphodelaceae)        | Однодольні (Liliopsida)                   | Покритонасінні (Magnoliophyta)   | вразливий                                | -                              | -                     |            |
| 32    | Конвалія звичайна                | Convallaria majalis L.                                                 | Конвалієві (Convallariaceae)        | Однодольні (Liliopsida)                   | Покритонасінні (Magnoliophyta)   | рідкісний                                | -                              | -                     |            |
| 33    | Веснівка дволиста                | Maianthemum bifolium (L.) F. W. Schmidt                                | Конвалієві (Convallariaceae)        | Однодольні (Liliopsida)                   | Покритонасінні (Magnoliophyta)   | зниклий                                  | -                              | -                     |            |
| 34    | Купина широколиста               | Polygonatum hirtum (Bocs ex Poir.) Pursh                               | Конвалієві (Convallariaceae)        | Однодольні (Liliopsida)                   | Покритонасінні (Magnoliophyta)   | зниклий                                  | -                              | -                     |            |
| 35    | Купина пахуча                    | Polygonatum odoratum (Mill.) Druce                                     | Конвалієві (Convallariaceae)        | Однодольні (Liliopsida)                   | Покритонасінні (Magnoliophyta)   | рідкісний                                | -                              | -                     |            |
| 36    | Осока остюкова                   | Carex atherodes Spreng.                                                | Осокові (Cyperaceae)                | Однодольні (Liliopsida)                   | Покритонасінні (Magnoliophyta)   | вразливий                                | -                              | -                     |            |
| 37    | Осока Буека                      | Carex buekii Wimmer                                                    | Осокові (Cyperaceae)                | Однодольні (Liliopsida)                   | Покритонасінні (Magnoliophyta)   | недостатньо вивчений (неоцінений)        | -                              | -                     |            |
| 38    | Осока пухнастоплода              | Carex lasiocarpa Ehrh.                                                 | Осокові (Cyperaceae)                | Однодольні (Liliopsida)                   | Покритонасінні (Magnoliophyta)   | рідкісний                                | -                              | -                     |            |
| 39    | Осока волотиста                  | Carex paniculata L.                                                    | Осокові (Cyperaceae)                | Однодольні (Liliopsida)                   | Покритонасінні (Magnoliophyta)   | зниклий                                  | -                              | -                     |            |
| 40    | Осока волосиста                  | Carex pilosa Scop.                                                     | Осокові (Cyperaceae)                | Однодольні (Liliopsida)                   | Покритонасінні (Magnoliophyta)   | вразливий                                | -                              | -                     |            |
| 41    | Осока кореневищна                | Carex rhizina Blytt ex Lindbl.                                         | Осокові (Cyperaceae)                | Однодольні (Liliopsida)                   | Покритонасінні (Magnoliophyta)   | зниклий                                  | -                              | -                     |            |
| 42    | Смикавець скупчений              | Cyperus glomeratus L.                                                  | Осокові (Cyperaceae)                | Однодольні (Liliopsida)                   | Покритонасінні (Magnoliophyta)   | зникаючий                                | -                              | -                     |            |
| 43    | Смикавець Мікелі                 | Cyperus michelianus (L.) Link                                          | Осокові (Cyperaceae)                | Однодольні (Liliopsida)                   | Покритонасінні (Magnoliophyta)   | недостатньо вивчений (неоцінений)        | -                              | -                     |            |
| 44    | Ситняг голчастий                 | Eleocharis acicularis (L.) Roem. et Schult.                            | Осокові (Cyperaceae)                | Однодольні (Liliopsida)                   | Покритонасінні (Magnoliophyta)   | вразливий                                | -                              | -                     |            |
| 45    | Ситничок паннонський             | Juncellus pannonicus (Jacq.) Clarke                                    | Осокові (Cyperaceae)                | Однодольні (Liliopsida)                   | Покритонасінні (Magnoliophyta)   | зникаючий                                | -                              | -                     |            |
| 46    | Ситничок пізній                  | Juncellus serotinus (Rottb.) Clarke                                    | Осокові (Cyperaceae)                | Однодольні (Liliopsida)                   | Покритонасінні (Magnoliophyta)   | вразливий                                | -                              | -                     |            |
| 47    | Дихостиліс гачкуватий            | Mariscus hamulosus (M. Bieb.) Hooper                                   | Осокові (Cyperaceae)                | Однодольні (Liliopsida)                   | Покритонасінні (Magnoliophyta)   | зниклий                                  | -                              | -                     |            |
| 48    | Ситовник жовтуватий              | Pycreus flavescens (L.) P. Beauv. ex Rchb.                             | Осокові (Cyperaceae)                | Однодольні (Liliopsida)                   | Покритонасінні (Magnoliophyta)   | зниклий                                  | -                              | -                     |            |
| 49    | Куга чорноплідна                 | Scirpus melanospermus C. A. Mey.                                       | Осокові (Cyperaceae)                | Однодольні (Liliopsida)                   | Покритонасінні (Magnoliophyta)   | зникаючий                                | -                              | -                     |            |
| 50    | Куга лежача                      | Scirpus supinus L.                                                     | Осокові (Cyperaceae)                | Однодольні (Liliopsida)                   | Покритонасінні (Magnoliophyta)   | рідкісний                                | -                              | -                     |            |
| 51    | Белевалія сарматська             | Bellevalia sarmatica (Pall. ex Georgi) Woronow                         | Гіацинтові (Hyacinthaceae)          | Однодольні (Liliopsida)                   | Покритонасінні (Magnoliophyta)   | рідкісний                                | -                              | -                     |            |
| 52    | Гіацинтик блідий                 | Hyacinthella leucophaea (C. Koch) Schur                                | Гіацинтові (Hyacinthaceae)          | Однодольні (Liliopsida)                   | Покритонасінні (Magnoliophyta)   | рідкісний                                | -                              | -                     |            |
| 53    | Леопольдія тонколиста            | Leopoldia tenuiflora (Tausch). Heldr.                                  | Гіацинтові (Hyacinthaceae)          | Однодольні (Liliopsida)                   | Покритонасінні (Magnoliophyta)   | вразливий                                | -                              | -                     |            |
| 54    | Гадюча цибулька занедбана        | Muscari neglectum Guss. Ex Ten.                                        | Гіацинтові (Hyacinthaceae)          | Однодольні (Liliopsida)                   | Покритонасінні (Magnoliophyta)   | вразливий                                | -                              | -                     |            |
| 55    | Рястка торочкувата               | Ornithogalum fimbriatum Willd.                                         | Гіацинтові (Hyacinthaceae)          | Однодольні (Liliopsida)                   | Покритонасінні (Magnoliophyta)   | вразливий                                | -                              | -                     |            |
| 56    | Рястка Коха                      | Ornithogallum kochii Pare                                              | Гіацинтові (Hyacinthaceae)          | Однодольні (Liliopsida)                   | Покритонасінні (Magnoliophyta)   | рідкісний                                | -                              | -                     |            |
| 57    | Проліска дволиста                | Scilla bifolia L                                                       | Гіацинтові (Hyacinthaceae)          | Однодольні (Liliopsida)                   | Покритонасінні (Magnoliophyta)   | рідкісний                                | -                              | -                     |            |
| 58    | Проліска сибірська               | Scilla siberica Haw.                                                   | Гіацинтові (Hyacinthaceae)          | Однодольні (Liliopsida)                   | Покритонасінні (Magnoliophyta)   | рідкісний                                | -                              | -                     |            |
| 59    | Водяний різак алоевидний         | Stratiotes aloides L.                                                  | Жабурникові (Hydrocharitaceae)      | Однодольні (Liliopsida)                   | Покритонасінні (Magnoliophyta)   | рідкісний                                | -                              | -                     |            |
| 60    | Півники солелюбні                | Iris halophila Pall.                                                   | Півникові (Iridaceae)               | Однодольні (Liliopsida)                   | Покритонасінні (Magnoliophyta)   | рідкісний                                | -                              | -                     |            |
| 61    | Півники карликові                | Iris pumila L.                                                         | Півникові (Iridaceae)               | Однодольні (Liliopsida)                   | Покритонасінні (Magnoliophyta)   | рідкісний                                | -                              | -                     |            |
| 62    | Ожика рівнинна                   | Luzula campestris (L.) DC.                                             | Ситникові (Juncaceae)               | Однодольні (Liliopsida)                   | Покритонасінні (Magnoliophyta)   | зниклий                                  | -                              | -                     |            |
| 63    | Ожика багатоквіткова             | Luzula multiflora (Ehrh.) Lej.                                         | Ситникові (Juncaceae)               | Однодольні (Liliopsida)                   | Покритонасінні (Magnoliophyta)   | недостатньо вивчений (неоцінений)        | -                              | -                     |            |
| 64    | Вольфія безкоренева              | Wolffia arrhiza (L.) Horkel ex Wimmer                                  | Ряскові (Lemnaceae)                 | Однодольні (Liliopsida)                   | Покритонасінні (Magnoliophyta)   | рідкісний                                | -                              | -                     |            |
| 65    | Зірочки богемські (Шовіца)       | Gagea bohemica (Zauschn.) Schult. et Schult.f.                         | Лілійні (Liliaceae)                 | Однодольні (Liliopsida)                   | Покритонасінні (Magnoliophyta)   | зниклий                                  | -                              | -                     |            |
| 66    | Зірочки жовті                    | Gagea lutea (L.) Ker.-Gawl                                             | Лілійні (Liliaceae)                 | Однодольні (Liliopsida)                   | Покритонасінні (Magnoliophyta)   | рідкісний                                | -                              | -                     |            |
| 67    | Зірочки азовські                 | Gagea maeotica Artemcz                                                 | Лілійні (Liliaceae)                 | Однодольні (Liliopsida)                   | Покритонасінні (Magnoliophyta)   | недостатньо вивчений (неоцінений)        | -                              | -                     |            |
| 68    | Зірочки українські               | Gagea ucrainica Klokov                                                 | Лілійні (Liliaceae)                 | Однодольні (Liliopsida)                   | Покритонасінні (Magnoliophyta)   | недостатньо вивчений (неоцінений)        | -                              | -                     |            |
| 69    | Чемериця чорна                   | Veratrum nigrum L.                                                     | Мелантієві (Melanthiaceae )         | Однодольні (Liliopsida)                   | Покритонасінні (Magnoliophyta)   | зникаючий                                | -                              | -                     |            |
| 70    | Каулінія мала                    | Caulinia minor (All.) Coss. et Germ.                                   | Різухові (Najadaceae)               | Однодольні (Liliopsida)                   | Покритонасінні (Magnoliophyta)   | вразливий                                | -                              | -                     |            |
| 71    | Прибережниця берегова            | Aeluropus littoralis (Gouan) Parl.                                     | Злакові (Poaceae)                   | Однодольні (Liliopsida)                   | Покритонасінні (Magnoliophyta)   | рідкісний                                | -                              | -                     |            |
| 72    | Пахуча трава звичайна            | Anthoxanthum odoratum L.                                               | Злакові (Poaceae)                   | Однодольні (Liliopsida)                   | Покритонасінні (Magnoliophyta)   | зниклий                                  | -                              | -                     |            |
| 73    | Трясунка середня                 | Briza media L.                                                         | Злакові (Poaceae)                   | Однодольні (Liliopsida)                   | Покритонасінні (Magnoliophyta)   | недостатньо вивчений (неоцінений)        | -                              | -                     |            |
| 74    | Скритниця колюча                 | Crypsis aculeata (L.) Aiton                                            | Злакові (Poaceae)                   | Однодольні (Liliopsida)                   | Покритонасінні (Magnoliophyta)   | недостатньо вивчений (неоцінений)        | -                              | -                     |            |
| 75    | Щучник дернистий                 | Deschampsia cespitosa (L.) P. Beauv.                                   | Злакові (Poaceae)                   | Однодольні (Liliopsida)                   | Покритонасінні (Magnoliophyta)   | зниклий                                  | -                              | -                     |            |
| 76    | Пирій видовжений                 | Elytrigia elongata (Host) Nevski                                       | Злакові (Poaceae)                   | Однодольні (Liliopsida)                   | Покритонасінні (Magnoliophyta)   | рідкісний                                | -                              | -                     |            |
| 77    | Вівсюнець пухнастий              | Helictotrichon pubescens (Huds.) Pilg.                                 | Злакові (Poaceae)                   | Однодольні (Liliopsida)                   | Покритонасінні (Magnoliophyta)   | рідкісний                                | -                              | -                     |            |
| 78    | Леєрсія рисовидна                | Leersia oryzoides (L.) Sw.                                             | Злакові (Poaceae)                   | Однодольні (Liliopsida)                   | Покритонасінні (Magnoliophyta)   | рідкісний                                | -                              | -                     |            |
| 79    | Перлівка поникла                 | Melica nutans L                                                        | Злакові (Poaceae)                   | Однодольні (Liliopsida)                   | Покритонасінні (Magnoliophyta)   | недостатньо вивчений (неоцінений)        | -                              | -                     |            |
| 80    | Молінія голуба                   | Molinia caerulea (L.) Moench                                           | Злакові (Poaceae)                   | Однодольні (Liliopsida)                   | Покритонасінні (Magnoliophyta)   | вразливий                                | -                              | -                     |            |
| 81    | Біловус стиснутий                | Nardus stricta L.                                                      | Злакові (Poaceae)                   | Однодольні (Liliopsida)                   | Покритонасінні (Magnoliophyta)   | зниклий                                  | -                              | -                     |            |
| 82    | Тонконіг розсунутий              | Poa remota Forcelles                                                   | Злакові (Poaceae)                   | Однодольні (Liliopsida)                   | Покритонасінні (Magnoliophyta)   | недостатньо вивчений (неоцінений)        | -                              | -                     |            |
| 83    | Тростяниця кострицевидна         | Scolochloa festucacea (Willd.) Link                                    | Злакові (Poaceae)                   | Однодольні (Liliopsida)                   | Покритонасінні (Magnoliophyta)   | рідкісний                                | -                              | -                     |            |
| 84    | Рдесник гостролистий             | Potamogeton acutifolius Link                                           | Рдесникові (Potamogetonaceae)       | Однодольні (Liliopsida)                   | Покритонасінні (Magnoliophyta)   | недостатньо вивчений (неоцінений)        | -                              | -                     |            |
| 85    | Рдесник Фріса                    | Potamogeton friesii Rupr                                               | Рдесникові (Potamogetonaceae)       | Однодольні (Liliopsida)                   | Покритонасінні (Magnoliophyta)   | зникаючий                                | -                              | -                     |            |
| 86    | Рдесник плавучий                 | Potamogeton natans L.                                                  | Рдесникові (Potamogetonaceae)       | Однодольні (Liliopsida)                   | Покритонасінні (Magnoliophyta)   | рідкісний                                | -                              | -                     |            |
| 87    | Рдесник вузлуватий               | Potamogeton nodosus Poir                                               | Рдесникові (Potamogetonaceae)       | Однодольні (Liliopsida)                   | Покритонасінні (Magnoliophyta)   | вразливий                                | -                              | -                     |            |
| 88    | Рдесник сарматський              | Potamogeton sarmaticus Maemets                                         | Рдесникові (Potamogetonaceae)       | Однодольні (Liliopsida)                   | Покритонасінні (Magnoliophyta)   | зниклий                                  | -                              | -                     |            |
| 89    | Рдесник волосовидний             | Potamogeton trichoides Cham. et Schlecht.                              | Рдесникові (Potamogetonaceae)       | Однодольні (Liliopsida)                   | Покритонасінні (Magnoliophyta)   | рідкісний                                | -                              | -                     |            |
| 90    | Рупія морська                    | Ruppia maritima L.                                                     | Рупієві (Ruppiaceae)                | Однодольні (Liliopsida)                   | Покритонасінні (Magnoliophyta)   | зникаючий                                | -                              | -                     |            |
| 91    | Їжача голівка маленька           | Sparganium minimum Wallr.                                              | Їжачоголові (Sparganiaceae)         | Однодольні (Liliopsida)                   | Покритонасінні (Magnoliophyta)   | недостатньо вивчений (неоцінений)        | -                              | -                     |            |
| 92    | Цанікелія болотна                | Zannichellia palustris L. (subsp. pedicellata (Rosen et Wahlenb.) Hegi | Цанікелієві (Sparganiaceae)         | Однодольні (Liliopsida)                   | Покритонасінні (Magnoliophyta)   | недостатньо вивчений (неоцінений)        | -                              | -                     |            |
| 93    | Адокса мускусна                  | Adoxa moschatellina L.                                                 | Адоксові (Adoxaceae)                | Дводольні (Magnoliopsida (Dicotyledonae)) | Покритонасінні (Magnoliophyta)   | недостатньо вивчений (неоцінений)        | -                              | -                     |            |
| 94    | Дудник лісовий                   | Angelica sylvestris L.                                                 | Зонтичні (Apiaceae (Umbelliferae))  | Дводольні (Magnoliopsida (Dicotyledonae)) | Покритонасінні (Magnoliophyta)   | вразливий                                | -                              | -                     |            |
| 95    | Стожильник сумнівний             | Cnidium dubium (Schkuhr) Thell.                                        | Зонтичні (Apiaceae (Umbelliferae))  | Дводольні (Magnoliopsida (Dicotyledonae)) | Покритонасінні (Magnoliophyta)   | недостатньо вивчений (неоцінений)        | -                              | -                     |            |
| 96    | Лазурник трилопатевий            | Laser trilobum (L.) Borkh.                                             | Зонтичні (Apiaceae (Umbelliferae))  | Дводольні (Magnoliopsida (Dicotyledonae)) | Покритонасінні (Magnoliophyta)   | рідкісний                                | -                              | -                     |            |
| 97    | Маточник болотний                | Ostericum palustre (Besser) Besser                                     | Зонтичні (Apiaceae (Umbelliferae))  | Дводольні (Magnoliopsida (Dicotyledonae)) | Покритонасінні (Magnoliophyta)   | зникаючий                                | -                              | -                     |            |
| 98    | Смовдь болотна                   | Peucedanum palustre (L.) Moench                                        | Зонтичні (Apiaceae (Umbelliferae))  | Дводольні (Magnoliopsida (Dicotyledonae)) | Покритонасінні (Magnoliophyta)   | недостатньо вивчений (неоцінений)        | -                              | -                     |            |
| 99    | Жабриця Палласа                  | Seseli pallasii Besser                                                 | Зонтичні (Apiaceae (Umbelliferae))  | Дводольні (Magnoliopsida (Dicotyledonae)) | Покритонасінні (Magnoliophyta)   | недостатньо вивчений (неоцінений)        | -                              | -                     |            |
| 100   | Сієла пряма                      | Siella erecta (Huds.) M. Pimen.                                        | Зонтичні (Apiaceae (Umbelliferae))  | Дводольні (Magnoliopsida (Dicotyledonae)) | Покритонасінні (Magnoliophyta)   | рідкісний                                | -                              | -                     |            |
| 101   | Тринія Китайбеля                 | Trinia kitaibelii M. Bieb.                                             | Зонтичні (Apiaceae (Umbelliferae))  | Дводольні (Magnoliopsida (Dicotyledonae)) | Покритонасінні (Magnoliophyta)   | рідкісний                                | -                              | -                     |            |
| 102   | Копитняк європейський            | Asarum europaeum L.                                                    | Хвилівникові (Aristolochiaceae)     | Дводольні (Magnoliopsida (Dicotyledonae)) | Покритонасінні (Magnoliophyta)   | рідкісний                                | -                              | -                     |            |
| 103   | Ластовень проміжний              | Vincetoxicum intermedium Taliev                                        | Ластівневі (Asclepiadaceae)         | Дводольні (Magnoliopsida (Dicotyledonae)) | Покритонасінні (Magnoliophyta)   | вразливий                                | невизначений                   | -                     |            |
| 104   | Ластовень азовський              | Vincetoxicum maeoticum (Kleopow) Barbar.                               | Ластівневі (Asclepiadaceae)         | Дводольні (Magnoliopsida (Dicotyledonae)) | Покритонасінні (Magnoliophyta)   | зникаючий                                | рідкісний                      | -                     |            |
| 105   | Ластовень російський             | Vincetoxicum rossicum (Kleopow) Barbar.                                | Ластівневі (Asclepiadaceae)         | Дводольні (Magnoliopsida (Dicotyledonae)) | Покритонасінні (Magnoliophyta)   | зникаючий                                | -                              | рідкісний             |            |
| 106   | Ластовень виткий                 | Vincetoxicum scandens Sommier et Levier                                | Ластівневі (Asclepiadaceae)         | Дводольні (Magnoliopsida (Dicotyledonae)) | Покритонасінні (Magnoliophyta)   | недостатньо вивчений (неоцінений)        | -                              | -                     |            |
| 107   | Деревій заплавний                | Achillea inundata Kondr.                                               | Айстрові (Asteraceae)               | Дводольні (Magnoliopsida (Dicotyledonae)) | Покритонасінні (Magnoliophyta)   | вразливий                                | -                              | -                     |            |
| 108   | Деревій тонколистий              | Achillea leptophylla M. Bieb.                                          | Айстрові (Asteraceae)               | Дводольні (Magnoliopsida (Dicotyledonae)) | Покритонасінні (Magnoliophyta)   | рідкісний                                | -                              | -                     |            |
| 109   | Котячі лапки дводомні            | Antennaria dioica (L.) P. Gaertn.                                      | Айстрові (Asteraceae)               | Дводольні (Magnoliopsida (Dicotyledonae)) | Покритонасінні (Magnoliophyta)   | зникаючий                                | -                              | -                     |            |
| 110   | Полин вірменський                | Artemisia armeniaca Lam.                                               | Айстрові (Asteraceae)               | Дводольні (Magnoliopsida (Dicotyledonae)) | Покритонасінні (Magnoliophyta)   | зникаючий                                | -                              | -                     |            |
| 111   | Полин понтійський                | Artemisia pontica L.                                                   | Айстрові (Asteraceae)               | Дводольні (Magnoliopsida (Dicotyledonae)) | Покритонасінні (Magnoliophyta)   | недостатньо вивчений (неоцінений)        | -                              | -                     |            |
| 112   | Айстра бессарабська              | Aster bessarabicus Bernh. ex Rchb.                                     | Айстрові (Asteraceae)               | Дводольні (Magnoliopsida (Dicotyledonae)) | Покритонасінні (Magnoliophyta)   | рідкісний                                | -                              | -                     |            |
| 113   | Відкасник Біберштейна            | Carlina biebersteinii Bernh. ex Hornem.                                | Айстрові (Asteraceae)               | Дводольні (Magnoliopsida (Dicotyledonae)) | Покритонасінні (Magnoliophyta)   | недостатньо вивчений (неоцінений)        | -                              | -                     |            |
| 114   | Волошка східна                   | Centaurea orientalis L.                                                | Айстрові (Asteraceae)               | Дводольні (Magnoliopsida (Dicotyledonae)) | Покритонасінні (Magnoliophyta)   | рідкісний                                | -                              | -                     |            |
| 115   | Волошка рейнська                 | Centaurea rhenana Boreau                                               | Айстрові (Asteraceae)               | Дводольні (Magnoliopsida (Dicotyledonae)) | Покритонасінні (Magnoliophyta)   | недостатньо вивчений (неоцінений)        | -                              | -                     |            |
| 116   | Волошка заміщаюча                | Centaurea substituta Czerep.                                           | Айстрові (Asteraceae)               | Дводольні (Magnoliopsida (Dicotyledonae)) | Покритонасінні (Magnoliophyta)   | рідкісний                                | -                              | -                     |            |
| 117   | Хартолепіс середній              | Chartolepis intermedia Boiss                                           | Айстрові (Asteraceae)               | Дводольні (Magnoliopsida (Dicotyledonae)) | Покритонасінні (Magnoliophyta)   | рідкісний                                | -                              | -                     |            |
| 118   | Осот крилатий                    | Cirsium alatum (S.G. Gmel.) Bobrov                                     | Айстрові (Asteraceae)               | Дводольні (Magnoliopsida (Dicotyledonae)) | Покритонасінні (Magnoliophyta)   | рідкісний                                | -                              | -                     |            |
| 119   | Осот сірий                       | Cirsium canum (L.) All.                                                | Айстрові (Asteraceae)               | Дводольні (Magnoliopsida (Dicotyledonae)) | Покритонасінні (Magnoliophyta)   | недостатньо вивчений (неоцінений)        | -                              | -                     |            |
| 120   | Осот їстівний                    | Cirsium esculentum (Siev.) C.A. Mey.                                   | Айстрові (Asteraceae)               | Дводольні (Magnoliopsida (Dicotyledonae)) | Покритонасінні (Magnoliophyta)   | недостатньо вивчений (неоцінений)        | -                              | -                     |            |
| 121   | Осот прибережний                 | Cirsium rivulare (Jacq.) All.                                          | Айстрові (Asteraceae)               | Дводольні (Magnoliopsida (Dicotyledonae)) | Покритонасінні (Magnoliophyta)   | недостатньо вивчений (неоцінений)        | -                              | -                     |            |
| 122   | Сухоцвіт багновий                | Gnaphalium uliginosum L.                                               | Айстрові (Asteraceae)               | Дводольні (Magnoliopsida (Dicotyledonae)) | Покритонасінні (Magnoliophyta)   | вразливий                                | -                              | -                     |            |
| 123   | Ахірофорус плямистий             | Hypochaeris maculata L.                                                | Айстрові (Asteraceae)               | Дводольні (Magnoliopsida (Dicotyledonae)) | Покритонасінні (Magnoliophyta)   | недостатньо вивчений (неоцінений)        | -                              | -                     |            |
| 124   | Оман високий                     | Inula helenium L.                                                      | Айстрові (Asteraceae)               | Дводольні (Magnoliopsida (Dicotyledonae)) | Покритонасінні (Magnoliophyta)   | рідкісний                                | -                              | -                     |            |
| 125   | Оман шершавий                    | Inula hirta L.                                                         | Айстрові (Asteraceae)               | Дводольні (Magnoliopsida (Dicotyledonae)) | Покритонасінні (Magnoliophyta)   | вразливий                                | -                              | -                     |            |
| 126   | Оман очний                       | Inula oculus-christi L.                                                | Айстрові (Asteraceae)               | Дводольні (Magnoliopsida (Dicotyledonae)) | Покритонасінні (Magnoliophyta)   | недостатньо вивчений (неоцінений)        | -                              | -                     |            |
| 127   | Юрінея короткоголова             | Jurinea brachycephala Klokov                                           | Айстрові (Asteraceae)               | Дводольні (Magnoliopsida (Dicotyledonae)) | Покритонасінні (Magnoliophyta)   | недостатньо вивчений (неоцінений)        | -                              | -                     |            |
| 128   | Юринея вапнякова                 | Jurinea calcarea Klokov                                                | Айстрові (Asteraceae)               | Дводольні (Magnoliopsida (Dicotyledonae)) | Покритонасінні (Magnoliophyta)   | рідкісний                                | -                              | -                     |            |
| 129   | Юрінея пухка                     | Jurinea longifolia DC.                                                 | Айстрові (Asteraceae)               | Дводольні (Magnoliopsida (Dicotyledonae)) | Покритонасінні (Magnoliophyta)   | вразливий                                | -                              | -                     |            |
| 130   | Юринея верболиста                | Jurinea salicifolia Grun.                                              | Айстрові (Asteraceae)               | Дводольні (Magnoliopsida (Dicotyledonae)) | Покритонасінні (Magnoliophyta)   | недостатньо вивчений (неоцінений)        | -                              | -                     |            |
| 131   | Латук стиснутий                  | Lactuca quercina L.                                                    | Айстрові (Asteraceae)               | Дводольні (Magnoliopsida (Dicotyledonae)) | Покритонасінні (Magnoliophyta)   | недостатньо вивчений (неоцінений)        | -                              | -                     |            |
| 132   | Кремена гібридна                 | Petasites hybridus (L.) P. Gaerth., B. May et Schreb.                  | Айстрові (Asteraceae)               | Дводольні (Magnoliopsida (Dicotyledonae)) | Покритонасінні (Magnoliophyta)   | зниклий                                  | -                              | -                     |            |
| 133   | Лисонасінник омановидний         | Phalacrachena inuloides (Fisch. ex Schmalh.) Iljin                     | Айстрові (Asteraceae)               | Дводольні (Magnoliopsida (Dicotyledonae)) | Покритонасінні (Magnoliophyta)   | зникаючий                                | -                              | -                     |            |
| 134   | Чихавка хрящувата                | Ptarmica cartilaginea (Ledeb. ex Rchb.) Ledeb.                         | Айстрові (Asteraceae)               | Дводольні (Magnoliopsida (Dicotyledonae)) | Покритонасінні (Magnoliophyta)   | недостатньо вивчений (неоцінений)        | -                              | -                     |            |
| 135   | Птеротека палестинська           | Pterotheca sancta (L.) K. Koch                                         | Айстрові (Asteraceae)               | Дводольні (Magnoliopsida (Dicotyledonae)) | Покритонасінні (Magnoliophyta)   | недостатньо вивчений (неоцінений)        | -                              | -                     |            |
| 136   | Маруна щиткова                   | Pyrethrum corymbosum (L.) Scop.                                        | Айстрові (Asteraceae)               | Дводольні (Magnoliopsida (Dicotyledonae)) | Покритонасінні (Magnoliophyta)   | рідкісний                                | -                              | -                     |            |
| 137   | Рапонтикум серпієвидний          | Rhaponticum serratuloides (Georgi) Bobrov                              | Айстрові (Asteraceae)               | Дводольні (Magnoliopsida (Dicotyledonae)) | Покритонасінні (Magnoliophyta)   | рідкісний                                | -                              | -                     |            |
| 138   | Сосюрея гірка                    | Saussurea amara (L.) DC.                                               | Айстрові (Asteraceae)               | Дводольні (Magnoliopsida (Dicotyledonae)) | Покритонасінні (Magnoliophyta)   | рідкісний                                | -                              | -                     |            |
| 139   | Скорзонера австрійська           | Scorzonera austriaca Willd                                             | Айстрові (Asteraceae)               | Дводольні (Magnoliopsida (Dicotyledonae)) | Покритонасінні (Magnoliophyta)   | недостатньо вивчений (неоцінений)        | -                              | -                     |            |
| 140   | Скорзонера пурпурова             | Scorzonera purpurea L.                                                 | Айстрові (Asteraceae)               | Дводольні (Magnoliopsida (Dicotyledonae)) | Покритонасінні (Magnoliophyta)   | зникаючий                                | -                              | -                     |            |
| 141   | Скорзонера стиснута              | Scorzonera stricta Hornem.                                             | Айстрові (Asteraceae)               | Дводольні (Magnoliopsida (Dicotyledonae)) | Покритонасінні (Magnoliophyta)   | вразливий                                | -                              | -                     |            |
| 142   | Жовтозілля дніпровське           | Senecio borysthenicus (DC.) Andrz. ex Czern.                           | Айстрові (Asteraceae)               | Дводольні (Magnoliopsida (Dicotyledonae)) | Покритонасінні (Magnoliophyta)   | рідкісний                                | рідкісний                      | -                     |            |
| 143   | Жовтозілля болотне               | Senecio paludosus L.                                                   | Айстрові (Asteraceae)               | Дводольні (Magnoliopsida (Dicotyledonae)) | Покритонасінні (Magnoliophyta)   | зниклий                                  | -                              | -                     |            |
| 144   | Жовтозілля небагатолисте         | Senecio paucifolius S. G. Gmel.                                        | Айстрові (Asteraceae)               | Дводольні (Magnoliopsida (Dicotyledonae)) | Покритонасінні (Magnoliophyta)   | недостатньо вивчений (неоцінений)        | -                              | -                     |            |
| 145   | Жовтозілля татарське             | Senecio tataricus Less.                                                | Айстрові (Asteraceae)               | Дводольні (Magnoliopsida (Dicotyledonae)) | Покритонасінні (Magnoliophyta)   | зниклий                                  | -                              | -                     |            |
| 146   | Серпій приквітковий              | Serratula bracteifolia (Iljin ex Grossh.) Stank.                       | Айстрові (Asteraceae)               | Дводольні (Magnoliopsida (Dicotyledonae)) | Покритонасінні (Magnoliophyta)   | недостатньо вивчений (неоцінений)        | -                              | -                     |            |
| 147   | Серпій будяковий                 | Serratula cardunculus (Pall.) Schischk                                 | Айстрові (Asteraceae)               | Дводольні (Magnoliopsida (Dicotyledonae)) | Покритонасінні (Magnoliophyta)   | зникаючий                                | -                              | -                     |            |
| 148   | Серпій сухоцвітий                | Serratula erucifolia (L.) Boriss.                                      | Айстрові (Asteraceae)               | Дводольні (Magnoliopsida (Dicotyledonae)) | Покритонасінні (Magnoliophyta)   | зникаючий                                | -                              | -                     |            |
| 149   | Крем'яник гарний                 | Telekia speciosa (Schreb.) Baumg.                                      | Айстрові (Asteraceae)               | Дводольні (Magnoliopsida (Dicotyledonae)) | Покритонасінні (Magnoliophyta)   | зниклий                                  | -                              | -                     |            |
| 150   | Жовтозілля арктичне              | Tephroseris palustris (L.) Fourr.                                      | Айстрові (Asteraceae)               | Дводольні (Magnoliopsida (Dicotyledonae)) | Покритонасінні (Magnoliophyta)   | зниклий                                  | -                              | -                     |            |
| 151   | Козельці дніпровські             | Tragopogon borysthenicus Artemcz.                                      | Айстрові (Asteraceae)               | Дводольні (Magnoliopsida (Dicotyledonae)) | Покритонасінні (Magnoliophyta)   | зниклий                                  | вразливий                      | -                     |            |
| 152   | Козельці східні                  | Tragopogon orientalis L.                                               | Айстрові (Asteraceae)               | Дводольні (Magnoliopsida (Dicotyledonae)) | Покритонасінні (Magnoliophyta)   | зниклий                                  | -                              | -                     |            |
| 153   | Козельці пустельні               | Tragopogon tesquicola Klokov                                           | Айстрові (Asteraceae)               | Дводольні (Magnoliopsida (Dicotyledonae)) | Покритонасінні (Magnoliophyta)   | зникаючий                                | -                              | -                     |            |
| 154   | Козельці українські              | Tragopogon ucrainicus Artemcz.                                         | Айстрові (Asteraceae)               | Дводольні (Magnoliopsida (Dicotyledonae)) | Покритонасінні (Magnoliophyta)   | рідкісний                                | рідкісний                      | -                     |            |
| 155   | Розрив-трава звичайна            | Impatiens noli-tangere L.                                              | Бальзамінові (Balzaminaceae)        | Дводольні (Magnoliopsida (Dicotyledonae)) | Покритонасінні (Magnoliophyta)   | рідкісний                                | -                              | -                     |            |
| 156   | Барбарис звичайний               | Berberis vulgaris L.                                                   | Барбарисові (Berberidaceae)         | Дводольні (Magnoliopsida (Dicotyledonae)) | Покритонасінні (Magnoliophyta)   | рідкісний                                | -                              | -                     |            |
| 157   | Вільха клейка                    | Alnus glutinosa (L.) Gaertn                                            | Березові (Betulaceae)               | Дводольні (Magnoliopsida (Dicotyledonae)) | Покритонасінні (Magnoliophyta)   | рідкісний                                | -                              | -                     |            |
| 158   | Егоніхон фіолетово-голубий       | Aegonichon purpureo-caeruleum (L.) Holub                               | Шорстколисті (Boraginaceae)         | Дводольні (Magnoliopsida (Dicotyledonae)) | Покритонасінні (Magnoliophyta)   | рідкісний                                | -                              | -                     |            |
| 159   | Воловик Попова                   | Anchusa popovii (Gusul.) Dobrocz.                                      | Шорстколисті (Boraginaceae)         | Дводольні (Magnoliopsida (Dicotyledonae)) | Покритонасінні (Magnoliophyta)   | недостатньо вивчений (неоцінений)        | -                              | -                     |            |
| 160   | Синяк плямистий                  | Echium russicum J.F. Gmel.                                             | Шорстколисті (Boraginaceae)         | Дводольні (Magnoliopsida (Dicotyledonae)) | Покритонасінні (Magnoliophyta)   | вразливий                                | -                              | -                     |            |
| 161   | Омфалодес завитий                | Omphalodes scorpioides (Haenke) Schrank                                | Шорстколисті (Boraginaceae)         | Дводольні (Magnoliopsida (Dicotyledonae)) | Покритонасінні (Magnoliophyta)   | недостатньо вивчений (неоцінений)        | -                              | -                     |            |
| 162   | Громовик дніпровський            | Onosma borysthenica Klokov                                             | Шорстколисті (Boraginaceae)         | Дводольні (Magnoliopsida (Dicotyledonae)) | Покритонасінні (Magnoliophyta)   | зниклий                                  | -                              | -                     |            |
| 163   | Громовик великощетинистий        | Onosma macrochaeta Klokov et Dobrocz.                                  | Шорстколисті (Boraginaceae)         | Дводольні (Magnoliopsida (Dicotyledonae)) | Покритонасінні (Magnoliophyta)   | зниклий                                  | -                              | -                     |            |
| 164   | Громовик напівкрасильний         | Onosma subtinctoria Klokov                                             | Шорстколисті (Boraginaceae)         | Дводольні (Magnoliopsida (Dicotyledonae)) | Покритонасінні (Magnoliophyta)   | недостатньо вивчений (неоцінений)        | -                              | -                     |            |
| 165   | Медунка вузьколиста              | Pulmonaria angustifolia L.                                             | Шорстколисті (Boraginaceae)         | Дводольні (Magnoliopsida (Dicotyledonae)) | Покритонасінні (Magnoliophyta)   | зниклий                                  | -                              | -                     |            |
| 166   | Чередник чотириостюковий         | Rindera tetraspis Pall.                                                | Шорстколисті (Boraginaceae)         | Дводольні (Magnoliopsida (Dicotyledonae)) | Покритонасінні (Magnoliophyta)   | зниклий                                  | -                              | -                     |            |
| 167   | Живокіст кримський               | Symphytum tauricum Willd.                                              | Шорстколисті (Boraginaceae)         | Дводольні (Magnoliopsida (Dicotyledonae)) | Покритонасінні (Magnoliophyta)   | вразливий                                | -                              | -                     |            |
| 168   | Бурачок дрібноквітковий          | Alyssum parviflorum M. Bieb.                                           | Хрестоцвіті (Brassicaceae)          | Дводольні (Magnoliopsida (Dicotyledonae)) | Покритонасінні (Magnoliophyta)   | зникаючий                                | -                              | -                     |            |
| 169   | Аурінія скельна                  | Aurinia saxatilis (L.) Desv.                                           | Хрестоцвіті (Brassicaceae)          | Дводольні (Magnoliopsida (Dicotyledonae)) | Покритонасінні (Magnoliophyta)   | рідкісний                                | -                              | -                     |            |
| 170   | Жеруха зубчаста                  | Cardamine dentata Schult.                                              | Хрестоцвіті (Brassicaceae)          | Дводольні (Magnoliopsida (Dicotyledonae)) | Покритонасінні (Magnoliophyta)   | рідкісний                                | -                              | -                     |            |
| 171   | Вечорниці плакучі                | Hesperis tristis L.                                                    | Хрестоцвіті (Brassicaceae)          | Дводольні (Magnoliopsida (Dicotyledonae)) | Покритонасінні (Magnoliophyta)   | рідкісний                                | -                              | -                     |            |
| 172   | Багатонасінник лежачий           | Hymenolobus procumbens (L.) Fourr.                                     | Хрестоцвіті (Brassicaceae)          | Дводольні (Magnoliopsida (Dicotyledonae)) | Покритонасінні (Magnoliophyta)   | вразливий                                | -                              | -                     |            |
| 173   | Хрінниця товстолиста             | Lepidium crassifolium Waldst. et Kit.                                  | Хрестоцвіті (Brassicaceae)          | Дводольні (Magnoliopsida (Dicotyledonae)) | Покритонасінні (Magnoliophyta)   | недостатньо вивчений (неоцінений)        | -                              | -                     |            |
| 174   | Сиренія сиза                     | Syrenia cana (Piller et Mitterp.) Neilr.                               | Хрестоцвіті (Brassicaceae)          | Дводольні (Magnoliopsida (Dicotyledonae)) | Покритонасінні (Magnoliophyta)   | рідкісний                                | -                              | -                     |            |
| 175   | Виринниця болотна                | Callitriche palustris L.                                               | Виринницеві (Callitrichaceae)       | Дводольні (Magnoliopsida (Dicotyledonae)) | Покритонасінні (Magnoliophyta)   | недостатньо вивчений (неоцінений)        | -                              | -                     |            |
| 176   | Аденофора лілієлиста             | Adenophora lilifolia (L.) Ledeb. ex A. DC.                             | Дзвоникові (Campanulaceae)          | Дводольні (Magnoliopsida (Dicotyledonae)) | Покритонасінні (Magnoliophyta)   | зникаючий                                | -                              | -                     |            |
| 177   | Дзвоники скупчені                | Campanula glomerata L.                                                 | Дзвоникові (Campanulaceae)          | Дводольні (Magnoliopsida (Dicotyledonae)) | Покритонасінні (Magnoliophyta)   | рідкісний                                | -                              | -                     |            |
| 178   | Дзвоники персиколисті            | Campanula persicifolia L.                                              | Дзвоникові (Campanulaceae)          | Дводольні (Magnoliopsida (Dicotyledonae)) | Покритонасінні (Magnoliophyta)   | вразливий                                | -                              | -                     |            |
| 179   | Дзвоники круглолисті             | Campanula rotundifolia L.                                              | Дзвоникові (Campanulaceae)          | Дводольні (Magnoliopsida (Dicotyledonae)) | Покритонасінні (Magnoliophyta)   | зниклий                                  | -                              | -                     |            |
| 180   | Дзвоники кропиволисті            | Campanula trachelium L.                                                | Дзвоникові (Campanulaceae)          | Дводольні (Magnoliopsida (Dicotyledonae)) | Покритонасінні (Magnoliophyta)   | рідкісний                                | -                              | -                     |            |
| 181   | Калина цілолиста                 | Viburnum lantana L.                                                    | Жимолостеві (Caprifoliaceae)        | Дводольні (Magnoliopsida (Dicotyledonae)) | Покритонасінні (Magnoliophyta)   | рідкісний                                | -                              | -                     |            |
| 182   | Зозулин цвіт звичайний           | Coccyganthe flos-cuculi (L.) Four.                                     | Гвоздичні (Caryophyllaceae)         | Дводольні (Magnoliopsida (Dicotyledonae)) | Покритонасінні (Magnoliophyta)   | вразливий                                | -                              | -                     |            |
| 183   | Гвоздика Андржійовського         | Dianthus andrzejowskianus (Zapal.) Kulcz.                              | Гвоздичні (Caryophyllaceae)         | Дводольні (Magnoliopsida (Dicotyledonae)) | Покритонасінні (Magnoliophyta)   | вразливий                                | -                              | -                     |            |
| 184   | Гвоздика Борбаша                 | Dianthus borbasii Vandas                                               | Гвоздичні (Caryophyllaceae)         | Дводольні (Magnoliopsida (Dicotyledonae)) | Покритонасінні (Magnoliophyta)   | зникаючий                                | -                              | -                     |            |
| 185   | Гвоздика Євгенії                 | Dianthus eugeniae Kleopov                                              | Гвоздичні (Caryophyllaceae)         | Дводольні (Magnoliopsida (Dicotyledonae)) | Покритонасінні (Magnoliophyta)   | недостатньо вивчений (неоцінений)        | -                              | -                     |            |
| 186   | Гвоздика краплиста               | Dianthus guttatus M. Bieb.                                             | Гвоздичні (Caryophyllaceae)         | Дводольні (Magnoliopsida (Dicotyledonae)) | Покритонасінні (Magnoliophyta)   | зниклий                                  | -                              | -                     |            |
| 187   | Гвоздика ланцетна                | Dianthus lanceolatus Steven еx Rchb.                                   | Гвоздичні (Caryophyllaceae)         | Дводольні (Magnoliopsida (Dicotyledonae)) | Покритонасінні (Magnoliophyta)   | вразливий                                | невизначений                   | рідкісний             |            |
| 188   | Гвоздика блідоквіткова           | Dianthus pallidiflorus Ser.                                            | Гвоздичні (Caryophyllaceae)         | Дводольні (Magnoliopsida (Dicotyledonae)) | Покритонасінні (Magnoliophyta)   | вразливий                                | -                              | -                     |            |
| 189   | Гвоздика несправжньо-розчепірена | Dianthus pseudosquarrosus (Novak) Klokov                               | Гвоздичні (Caryophyllaceae)         | Дводольні (Magnoliopsida (Dicotyledonae)) | Покритонасінні (Magnoliophyta)   | зниклий                                  | -                              | -                     |            |
| 190   | Гвоздика розчепірена             | Dianthus squarrosus M. Bieb.                                           | Гвоздичні (Caryophyllaceae)         | Дводольні (Magnoliopsida (Dicotyledonae)) | Покритонасінні (Magnoliophyta)   | зникаючий                                | -                              | -                     |            |
| 191   | Гвоздика стиснуточашечна         | Dianthus stenocalyx Juz.                                               | Гвоздичні (Caryophyllaceae)         | Дводольні (Magnoliopsida (Dicotyledonae)) | Покритонасінні (Magnoliophyta)   | вразливий                                | -                              | -                     |            |
| 192   | Пустельниця довголиста           | Eremogone longifolia (M. Bieb.) Fenzl                                  | Гвоздичні (Caryophyllaceae)         | Дводольні (Magnoliopsida (Dicotyledonae)) | Покритонасінні (Magnoliophyta)   | недостатньо вивчений (неоцінений)        | -                              | -                     |            |
| 193   | Пустельниця дрібнозалозкова      | Eremogone micradenia (P. Smirn.) Ikonn.                                | Гвоздичні (Caryophyllaceae)         | Дводольні (Magnoliopsida (Dicotyledonae)) | Покритонасінні (Magnoliophyta)   | рідкісний                                | -                              | -                     |            |
| 194   | Пустельниця жорстка              | Eremogone rigida (M. Bieb.) Fenzl                                      | Гвоздичні (Caryophyllaceae)         | Дводольні (Magnoliopsida (Dicotyledonae)) | Покритонасінні (Magnoliophyta)   | рідкісний                                | -                              | рідкісний             |            |
| 195   | Кольраушія паросткова            | Kohlrauschia prolifera (L.) Kunth                                      | Гвоздичні (Caryophyllaceae)         | Дводольні (Magnoliopsida (Dicotyledonae)) | Покритонасінні (Magnoliophyta)   | зникаючий                                | -                              | -                     |            |
| 196   | Вуханка полинкова                | Otites artemisetorum Klokov                                            | Гвоздичні (Caryophyllaceae)         | Дводольні (Magnoliopsida (Dicotyledonae)) | Покритонасінні (Magnoliophyta)   | недостатньо вивчений (неоцінений)        | рідкісний                      | -                     |            |
| 197   | Загнітник головчастий            | Paronychia cephalotes (M. Bieb.) Besser                                | Гвоздичні (Caryophyllaceae)         | Дводольні (Magnoliopsida (Dicotyledonae)) | Покритонасінні (Magnoliophyta)   | зникаючий                                | -                              | -                     |            |
| 198   | Моховинка вузлувата              | Sagina nodosa (L.) Fenzl                                               | Гвоздичні (Caryophyllaceae)         | Дводольні (Magnoliopsida (Dicotyledonae)) | Покритонасінні (Magnoliophyta)   | вразливий                                | -                              | -                     |            |
| 199   | Смілка поникла                   | Silene nutans L.                                                       | Гвоздичні (Caryophyllaceae)         | Дводольні (Magnoliopsida (Dicotyledonae)) | Покритонасінні (Magnoliophyta)   | недостатньо вивчений (неоцінений)        | -                              | -                     |            |
| 200   | Смілка приземкувата              | Silene supina M. Bieb.                                                 | Гвоздичні (Caryophyllaceae)         | Дводольні (Magnoliopsida (Dicotyledonae)) | Покритонасінні (Magnoliophyta)   | недостатньо вивчений (неоцінений)        | -                              | -                     |            |
| 201   | Зірочник гайовий                 | Stellaria nemorum L.                                                   | Гвоздичні (Caryophyllaceae)         | Дводольні (Magnoliopsida (Dicotyledonae)) | Покритонасінні (Magnoliophyta)   | недостатньо вивчений (неоцінений)        | -                              | -                     |            |
| 202   | Зірочник болотний                | Stellaria palustris Retz.                                              | Гвоздичні (Caryophyllaceae)         | Дводольні (Magnoliopsida (Dicotyledonae)) | Покритонасінні (Magnoliophyta)   | недостатньо вивчений (неоцінений)        | -                              | -                     |            |
| 203   | Кушир плоскоостий                | Ceratophyllum pentacanthum Haynald                                     | Куширові (Ceratophyllaceae)         | Дводольні (Magnoliopsida (Dicotyledonae)) | Покритонасінні (Magnoliophyta)   | рідкісний                                | -                              | -                     |            |
| 204   | Кушир донський                   | Ceratophyllum tanaiticum Sapjeg.                                       | Куширові (Ceratophyllaceae)         | Дводольні (Magnoliopsida (Dicotyledonae)) | Покритонасінні (Magnoliophyta)   | зникаючий                                | рідкісний                      | -                     |            |
| 205   | Камфоросма монпелійська          | Camphorosma monspeliaca L.                                             | Лободові (Chenopodiaceae)           | Дводольні (Magnoliopsida (Dicotyledonae)) | Покритонасінні (Magnoliophyta)   | недостатньо вивчений (неоцінений)        | -                              | -                     |            |
| 206   | Білолозник сірий                 | Krascheninnikovia ceratoides (L.) Gueldenst.                           | Лободові (Chenopodiaceae)           | Дводольні (Magnoliopsida (Dicotyledonae)) | Покритонасінні (Magnoliophyta)   | вразливий                                | -                              | -                     |            |
| 207   | Содник ягодоносний               | Suaeda baccifera Pall.                                                 | Лободові (Chenopodiaceae)           | Дводольні (Magnoliopsida (Dicotyledonae)) | Покритонасінні (Magnoliophyta)   | зникаючий                                | -                              | -                     |            |
| 208   | Берізка лінійнолиста             | Convolvulus lineatus L.                                                | Березкові (Convolvulaceae)          | Дводольні (Magnoliopsida (Dicotyledonae)) | Покритонасінні (Magnoliophyta)   | рідкісний                                | -                              | -                     |            |
| 209   | Граб звичайний                   | Carpinus betulus L.                                                    | Ліщинові (Corylaceae)               | Дводольні (Magnoliopsida (Dicotyledonae)) | Покритонасінні (Magnoliophyta)   | зникаючий                                | -                              | -                     |            |
| 210   | Очиток Борисової                 | Sedum borissovae Balk.                                                 | Товстолисті (Crassulaceae)          | Дводольні (Magnoliopsida (Dicotyledonae)) | Покритонасінні (Magnoliophyta)   | недостатньо вивчений (неоцінений)        | -                              | вразливий             |            |
| 211   | Очиток шестирядний               | Sedum sexangulare L.                                                   | Товстолисті (Crassulaceae)          | Дводольні (Magnoliopsida (Dicotyledonae)) | Покритонасінні (Magnoliophyta)   | вразливий                                | -                              | вразливий             |            |
| 212   | Молодило руське                  | Sempervivum ruthenicum Schnittsp. et C.B. Lehm.                        | Товстолисті (Crassulaceae)          | Дводольні (Magnoliopsida (Dicotyledonae)) | Покритонасінні (Magnoliophyta)   | рідкісний                                | -                              | -                     |            |
| 213   | Росичка круглолиста              | Drosera rotundifolia L.                                                | Росичкові (Droseraceae)             | Дводольні (Magnoliopsida (Dicotyledonae)) | Покритонасінні (Magnoliophyta)   | зниклий                                  | -                              | -                     |            |
| 214   | Руслиця мокрична                 | Elatine alsinastrum L.                                                 | Руслицеві (Elatinaceae)             | Дводольні (Magnoliopsida (Dicotyledonae)) | Покритонасінні (Magnoliophyta)   | рідкісний                                | -                              | -                     |            |
| 215   | Чорниця звичайна                 | Vaccinium myrtillus L.                                                 | Вересові (Ericaceae)                | Дводольні (Magnoliopsida (Dicotyledonae)) | Покритонасінні (Magnoliophyta)   | зниклий                                  | -                              | -                     |            |
| 216   | Брусниця                         | Vaccinium vitis-idaea L.                                               | Вересові (Ericaceae)                | Дводольні (Magnoliopsida (Dicotyledonae)) | Покритонасінні (Magnoliophyta)   | зниклий                                  | -                              | -                     |            |
| 217   | Заяча конюшина багатолиста       | Anthyllis macrocephala Wender.                                         | Бобові (Fabaceae (Leguminosae))     | Дводольні (Magnoliopsida (Dicotyledonae)) | Покритонасінні (Magnoliophyta)   | недостатньо вивчений (неоцінений)        | -                              | -                     |            |
| 218   | Астрагал білуватий               | Astragalus albidus Waldst. et Kit.                                     | Бобові (Fabaceae (Leguminosae))     | Дводольні (Magnoliopsida (Dicotyledonae)) | Покритонасінні (Magnoliophyta)   | недостатньо вивчений (неоцінений)        | -                              | -                     |            |
| 219   | Астрагал шорсткий                | Astragalus asper Jacq.                                                 | Бобові (Fabaceae (Leguminosae))     | Дводольні (Magnoliopsida (Dicotyledonae)) | Покритонасінні (Magnoliophyta)   | недостатньо вивчений (неоцінений)        | -                              | -                     |            |
| 220   | Астрагал скручений               | Astragalus contortuplicatus L.                                         | Бобові (Fabaceae (Leguminosae))     | Дводольні (Magnoliopsida (Dicotyledonae)) | Покритонасінні (Magnoliophyta)   | зниклий                                  | -                              | -                     |            |
| 221   | Астрагал датський                | Astragalus danicus Retz.                                               | Бобові (Fabaceae (Leguminosae))     | Дводольні (Magnoliopsida (Dicotyledonae)) | Покритонасінні (Magnoliophyta)   | рідкісний                                | -                              | -                     |            |
| 222   | Астрагал довголистий             | Astragalus dolichophyllus Pall.                                        | Бобові (Fabaceae (Leguminosae))     | Дводольні (Magnoliopsida (Dicotyledonae)) | Покритонасінні (Magnoliophyta)   | рідкісний                                | -                              | -                     |            |
| 223   | Астрагал блідий                  | Astragalus pallescens M. Bieb.                                         | Бобові (Fabaceae (Leguminosae))     | Дводольні (Magnoliopsida (Dicotyledonae)) | Покритонасінні (Magnoliophyta)   | рідкісний                                | -                              | невизнач.             |            |
| 224   | Астрагал ріжковий                | Astragalus pubiflorus M. Bieb.                                         | Бобові (Fabaceae (Leguminosae))     | Дводольні (Magnoliopsida (Dicotyledonae)) | Покритонасінні (Magnoliophyta)   | рідкісний                                | -                              | -                     |            |
| 225   | Зіновать Ліндмана                | Chamaecytisus lindemanii (V. Krecz.) Klásková                          | Бобові (Fabaceae (Leguminosae))     | Дводольні (Magnoliopsida (Dicotyledonae)) | Покритонасінні (Magnoliophyta)   | недостатньо вивчений (неоцінений)        | рідкісний                      | -                     |            |
| 226   | Козлятник лікарський             | Galega officinalis L.                                                  | Бобові (Fabaceae (Leguminosae))     | Дводольні (Magnoliopsida (Dicotyledonae)) | Покритонасінні (Magnoliophyta)   | зниклий                                  | -                              | -                     |            |
| 227   | Дрік сибірський                  | Genista sibirica L.                                                    | Бобові (Fabaceae (Leguminosae))     | Дводольні (Magnoliopsida (Dicotyledonae)) | Покритонасінні (Magnoliophyta)   | вразливий                                | -                              | -                     |            |
| 228   | Дрік донський                    | Genista tanaitica P. Smirn.                                            | Бобові (Fabaceae (Leguminosae))     | Дводольні (Magnoliopsida (Dicotyledonae)) | Покритонасінні (Magnoliophyta)   | зникаючий                                | вразливий                      | невизнач.             |            |
| 229   | Солодка щетиниста                | Glycyrrhiza echinata L.                                                | Бобові (Fabaceae (Leguminosae))     | Дводольні (Magnoliopsida (Dicotyledonae)) | Покритонасінні (Magnoliophyta)   | рідкісний                                | -                              | -                     |            |
| 230   | Солодушка великоквіткова         | Hedysarum grandiflorum Pall.                                           | Бобові (Fabaceae (Leguminosae))     | Дводольні (Magnoliopsida (Dicotyledonae)) | Покритонасінні (Magnoliophyta)   | рідкісний                                | -                              | -                     |            |
| 231   | Чина зігнута                     | Lathyrus incurvus (Roth) Roth                                          | Бобові (Fabaceae (Leguminosae))     | Дводольні (Magnoliopsida (Dicotyledonae)) | Покритонасінні (Magnoliophyta)   | недостатньо вивчений (неоцінений)        | -                              | -                     |            |
| 232   | Чина чорна                       | Lathyrus niger (L.) Bernh.                                             | Бобові (Fabaceae (Leguminosae))     | Дводольні (Magnoliopsida (Dicotyledonae)) | Покритонасінні (Magnoliophyta)   | недостатньо вивчений (неоцінений)        | -                              | -                     |            |
| 233   | Чина болотна                     | Lathyrus palustris L.                                                  | Бобові (Fabaceae (Leguminosae))     | Дводольні (Magnoliopsida (Dicotyledonae)) | Покритонасінні (Magnoliophyta)   | рідкісний                                | -                              | -                     |            |
| 234   | Чина гороховидна                 | Lathyrus pisiformis L.                                                 | Бобові (Fabaceae (Leguminosae))     | Дводольні (Magnoliopsida (Dicotyledonae)) | Покритонасінні (Magnoliophyta)   | зниклий                                  | -                              | -                     |            |
| 235   | Чина круглолиста                 | Lathyrus rotundifolius Wilid.                                          | Бобові (Fabaceae (Leguminosae))     | Дводольні (Magnoliopsida (Dicotyledonae)) | Покритонасінні (Magnoliophyta)   | зникаючий                                | -                              | -                     |            |
| 236   | Чина весняна                     | Lathyrus vernus (L.) Bernh.                                            | Бобові (Fabaceae (Leguminosae))     | Дводольні (Magnoliopsida (Dicotyledonae)) | Покритонасінні (Magnoliophyta)   | недостатньо вивчений (неоцінений)        | -                              | -                     |            |
| 237   | Франкенія шорстка                | Frankenia hirsuta L.                                                   | Франкенієві (Frankeniaceae)         | Дводольні (Magnoliopsida (Dicotyledonae)) | Покритонасінні (Magnoliophyta)   | рідкісний                                | -                              | -                     |            |
| 238   | Ряст порожнистий                 | Corydalis cava (L.) Schweigg. et Körte                                 | Руткові (Fumariaceae)               | Дводольні (Magnoliopsida (Dicotyledonae)) | Покритонасінні (Magnoliophyta)   | вразливий                                | -                              | -                     |            |
| 239   | Ряст Маршалла                    | Corydalis marschalliana (Pall. ex Willd.) Pers.                        | Руткові (Fumariaceae)               | Дводольні (Magnoliopsida (Dicotyledonae)) | Покритонасінні (Magnoliophyta)   | вразливий                                | -                              | -                     |            |
| 240   | Тирлич звичайний                 | Gentiana pneumonanthe L.                                               | Тирличеві (Gentianaceae)            | Дводольні (Magnoliopsida (Dicotyledonae)) | Покритонасінні (Magnoliophyta)   | вразливий                                | -                              | -                     |            |
| 241   | Герань болотна                   | Geranium palustre L.                                                   | Геранієві (Geraniaceae)             | Дводольні (Magnoliopsida (Dicotyledonae)) | Покритонасінні (Magnoliophyta)   | зникаючий                                | -                              | -                     |            |
| 242   | Герань лучна                     | Geranium pratense L.                                                   | Геранієві (Geraniaceae)             | Дводольні (Magnoliopsida (Dicotyledonae)) | Покритонасінні (Magnoliophyta)   | недостатньо вивчений (неоцінений)        | -                              | -                     |            |
| 243   | Герань лісова                    | Geranium sylvaticum L.                                                 | Геранієві (Geraniaceae)             | Дводольні (Magnoliopsida (Dicotyledonae)) | Покритонасінні (Magnoliophyta)   | зникаючий                                | -                              | -                     |            |
| 244   | Водяна сосонка                   | Hippuris vulgaris L.                                                   | Водянососонкові (Hippuridaceae)     | Дводольні (Magnoliopsida (Dicotyledonae)) | Покритонасінні (Magnoliophyta)   | недостатньо вивчений (неоцінений)        | -                              | -                     |            |
| 245   | Горлянка Лаксмана                | Ajuga laxmannii (L.) Benth.                                            | Губоцвіті (Lamiaceae)               | Дводольні (Magnoliopsida (Dicotyledonae)) | Покритонасінні (Magnoliophyta)   | недостатньо вивчений (неоцінений)        | -                              | -                     |            |
| 246   | Горлянка повзуча                 | Ajuga reptans L.                                                       | Губоцвіті (Lamiaceae)               | Дводольні (Magnoliopsida (Dicotyledonae)) | Покритонасінні (Magnoliophyta)   | зниклий                                  | -                              | -                     |            |
| 247   | Буквиця лікарська                | Betonica officinalis L.                                                | Губоцвіті (Lamiaceae)               | Дводольні (Magnoliopsida (Dicotyledonae)) | Покритонасінні (Magnoliophyta)   | рідкісний                                | -                              | -                     |            |
| 248   | Глуха кропива біла               | Lamium album L.                                                        | Губоцвіті (Lamiaceae)               | Дводольні (Magnoliopsida (Dicotyledonae)) | Покритонасінні (Magnoliophyta)   | недостатньо вивчений (неоцінений)        | -                              | -                     |            |
| 249   | Суховершки великоквіткові        | Prunella grandiflora (L.) Scholl.                                      | Губоцвіті (Lamiaceae)               | Дводольні (Magnoliopsida (Dicotyledonae)) | Покритонасінні (Magnoliophyta)   | недостатньо вивчений (неоцінений)        | -                              | -                     |            |
| 250   | Шавлія австрійська               | Salvia austriaca Jacq.                                                 | Губоцвіті (Lamiaceae)               | Дводольні (Magnoliopsida (Dicotyledonae)) | Покритонасінні (Magnoliophyta)   | рідкісний                                | -                              | -                     |            |
| 251   | Шоломниця висока                 | Scutellaria altissima L.                                               | Губоцвіті (Lamiaceae)               | Дводольні (Magnoliopsida (Dicotyledonae)) | Покритонасінні (Magnoliophyta)   | рідкісний                                | -                              | -                     |            |
| 252   | Шоломниця сумнівна               | Scutellaria dubia Taliev et Širj                                       | Губоцвіті (Lamiaceae)               | Дводольні (Magnoliopsida (Dicotyledonae)) | Покритонасінні (Magnoliophyta)   | недостатньо вивчений (неоцінений)        | -                              | -                     |            |
| 253   | Чебрець двовидний                | Thymus dimorphus Klokov et Des.-Shost.                                 | Губоцвіті (Lamiaceae)               | Дводольні (Magnoliopsida (Dicotyledonae)) | Покритонасінні (Magnoliophyta)   | рідкісний                                | -                              | -                     |            |
| 254   | Чебрець молдавський              | Thymus moldavicus Klokov et Des.-Shost.                                | Губоцвіті (Lamiaceae)               | Дводольні (Magnoliopsida (Dicotyledonae)) | Покритонасінні (Magnoliophyta)   | зниклий                                  | -                              | -                     |            |
| 255   | Пухирниця звичайна               | Utricularia vulgaris L.                                                | Пухирникові (Lentibulariaceae)      | Дводольні (Magnoliopsida (Dicotyledonae)) | Покритонасінні (Magnoliophyta)   | рідкісний                                | -                              | -                     |            |
| 256   | Гоніолімон Бессера               | Goniolimon besserianum (Schult.) Kusn.                                 | Кермекові (Limoniacea)              | Дводольні (Magnoliopsida (Dicotyledonae)) | Покритонасінні (Magnoliophyta)   | недостатньо вивчений (неоцінений)        | -                              | -                     |            |
| 257   | Кермек каспійський               | Limonium caspium (Willd.) Gams                                         | Кермекові (Limoniacea)              | Дводольні (Magnoliopsida (Dicotyledonae)) | Покритонасінні (Magnoliophyta)   | рідкісний                                | -                              | -                     |            |
| 258   | Кермек донецький                 | Limonium donetzicum Klokov                                             | Кермекові (Limoniacea)              | Дводольні (Magnoliopsida (Dicotyledonae)) | Покритонасінні (Magnoliophyta)   | недостатньо вивчений (неоцінений)        | -                              | -                     |            |
| 259   | Льон Черняєва                    | Linum czerniaevii Klokov                                               | Льонові (Linaceae)                  | Дводольні (Magnoliopsida (Dicotyledonae)) | Покритонасінні (Magnoliophyta)   | рідкісний                                | -                              | -                     |            |
| 260   | Льон лінійнолистий               | Linum linearifolium Jáv.                                               | Льонові (Linaceae)                  | Дводольні (Magnoliopsida (Dicotyledonae)) | Покритонасінні (Magnoliophyta)   | недостатньо вивчений (неоцінений)        | -                              | -                     |            |
| 261   | Радіола льоновидна               | Radiola linoides Rhoth                                                 | Льонові (Linaceae)                  | Дводольні (Magnoliopsida (Dicotyledonae)) | Покритонасінні (Magnoliophyta)   | зникаючий                                | -                              | -                     |            |
| 262   | Плакун триприквітковий           | Lythrum tribracteatum Salzm. et Spreng.                                | Плакунові (Lythraceae)              | Дводольні (Magnoliopsida (Dicotyledonae)) | Покритонасінні (Magnoliophyta)   | недостатньо вивчений (неоцінений)        | -                              | -                     |            |
| 263   | Щебрик черговолистий             | Peplis alternifolia M. Bieb                                            | Плакунові (Lythraceae)              | Дводольні (Magnoliopsida (Dicotyledonae)) | Покритонасінні (Magnoliophyta)   | недостатньо вивчений (неоцінений)        | -                              | -                     |            |
| 264   | Рожа бліда                       | Alcea pallida (Waldst. et Kit. ex Willd.) Waldst. et Kit.              | Мальвові (Malvaceae)                | Дводольні (Magnoliopsida (Dicotyledonae)) | Покритонасінні (Magnoliophyta)   | вразливий                                | -                              | -                     |            |
| 265   | Рожа зморшкувата                 | Alcea rugosa Alef.                                                     | Мальвові (Malvaceae)                | Дводольні (Magnoliopsida (Dicotyledonae)) | Покритонасінні (Magnoliophyta)   | вразливий                                | -                              | -                     |            |
| 266   | Бобівник трилистий               | Menyanthes trifoliata L.                                               | Бобівникові (Menyanthaceae)         | Дводольні (Magnoliopsida (Dicotyledonae)) | Покритонасінні (Magnoliophyta)   | зниклий                                  | -                              | -                     |            |
| 267   | Під'ялинник звичайний            | Monotropa hypopitys L.                                                 | Монотропові (Monotropaceae)         | Дводольні (Magnoliopsida (Dicotyledonae)) | Покритонасінні (Magnoliophyta)   | рідкісний                                | -                              | -                     |            |
| 268   | Глечики жовті                    | Nuphar lutea (L.) Smith                                                | Лататтєві (Nymphaeaceae)            | Дводольні (Magnoliopsida (Dicotyledonae)) | Покритонасінні (Magnoliophyta)   | рідкісний                                | -                              | -                     |            |
| 269   | Латаття біле                     | Nymphaea alba L.                                                       | Лататтєві (Nymphaeaceae)            | Дводольні (Magnoliopsida (Dicotyledonae)) | Покритонасінні (Magnoliophyta)   | вразливий                                | -                              | -                     |            |
| 270   | Хамерій вузьколистий             | Chamaerion angustifolium (L.) Holub                                    | Онагрові (Onagraceae)               | Дводольні (Magnoliopsida (Dicotyledonae)) | Покритонасінні (Magnoliophyta)   | рідкісний                                | -                              | -                     |            |
| 271   | Зніт гірський                    | Epilobium montanum L.                                                  | Онагрові (Onagraceae)               | Дводольні (Magnoliopsida (Dicotyledonae)) | Покритонасінні (Magnoliophyta)   | вразливий                                | -                              | -                     |            |
| 272   | Зніт болотний                    | Epilobium palustre L.                                                  | Онагрові (Onagraceae)               | Дводольні (Magnoliopsida (Dicotyledonae)) | Покритонасінні (Magnoliophyta)   | недостатньо вивчений (неоцінений)        | -                              | -                     |            |
| 273   | Подорожник Шварценберга          | Plantago schwarzenbergiana Schur.                                      | Подорожникові (Plantaginaceae)      | Дводольні (Magnoliopsida (Dicotyledonae)) | Покритонасінні (Magnoliophyta)   | зникаючий                                | невизначений                   | -                     |            |
| 274   | Персикарія сумнівна              | Persicaria dubia (Stein) Fourr.                                        | Гречкові (Plantaginaceae)           | Дводольні (Magnoliopsida (Dicotyledonae)) | Покритонасінні (Magnoliophyta)   | недостатньо вивчений (неоцінений)        | -                              | -                     |            |
| 275   | Щавель український               | Rumex ucranicus Fisch. ex Spreng.                                      | Гречкові (Plantaginaceae)           | Дводольні (Magnoliopsida (Dicotyledonae)) | Покритонасінні (Magnoliophyta)   | рідкісний                                | рідкісний                      | -                     |            |
| 276   | Недорісток найменший             | Centunculus minimus L.                                                 | Первоцвіті (Primulaceae)            | Дводольні (Magnoliopsida (Dicotyledonae)) | Покритонасінні (Magnoliophyta)   | зниклий                                  | -                              | -                     |            |
| 277   | Плавушник болотний               | Hottonia palustris L.                                                  | Первоцвіті (Primulaceae)            | Дводольні (Magnoliopsida (Dicotyledonae)) | Покритонасінні (Magnoliophyta)   | рідкісний                                | -                              | -                     |            |
| 278   | Кізляк китицеквітний             | Naumburgia thyrsiflora (L.) Rchb.                                      | Первоцвіті (Primulaceae)            | Дводольні (Magnoliopsida (Dicotyledonae)) | Покритонасінні (Magnoliophyta)   | рідкісний                                | -                              | -                     |            |
| 279   | Первоцвіт весняний               | Primula veris L.                                                       | Первоцвіті (Primulaceae)            | Дводольні (Magnoliopsida (Dicotyledonae)) | Покритонасінні (Magnoliophyta)   | зниклий                                  | -                              | -                     |            |
| 280   | Грушанка круглолиста             | Pyrola rotundifolia L.                                                 | Грушанкові (Pyrolaceae)             | Дводольні (Magnoliopsida (Dicotyledonae)) | Покритонасінні (Magnoliophyta)   | зниклий                                  | -                              | -                     |            |
| 281   | Аконіт дібровний                 | Aconitum nemorosum M. Bieb. ex Rchb.                                   | Жовтецеві (Ranunculaceae)           | Дводольні (Magnoliopsida (Dicotyledonae)) | Покритонасінні (Magnoliophyta)   | вразливий                                | -                              | -                     |            |
| 282   | Аконіт роговича                  | Aconitum rogoviczii Wissjul.                                           | Жовтецеві (Ranunculaceae)           | Дводольні (Magnoliopsida (Dicotyledonae)) | Покритонасінні (Magnoliophyta)   | зникаючий                                | -                              | -                     |            |
| 283   | Воронець колосистий              | Actaea spicata L.                                                      | Жовтецеві (Ranunculaceae)           | Дводольні (Magnoliopsida (Dicotyledonae)) | Покритонасінні (Magnoliophyta)   | зниклий                                  | -                              | -                     |            |
| 284   | Анемона дібровна                 | Anemone nemorosa L.                                                    | Жовтецеві (Ranunculaceae)           | Дводольні (Magnoliopsida (Dicotyledonae)) | Покритонасінні (Magnoliophyta)   | зниклий                                  | -                              | -                     |            |
| 285   | Анемона жовтецева                | Anemone ranunculoides L.                                               | Жовтецеві (Ranunculaceae)           | Дводольні (Magnoliopsida (Dicotyledonae)) | Покритонасінні (Magnoliophyta)   | рідкісний                                | -                              | -                     |            |
| 286   | Анемона лісова                   | Anemone sylvestris L.                                                  | Жовтецеві (Ranunculaceae)           | Дводольні (Magnoliopsida (Dicotyledonae)) | Покритонасінні (Magnoliophyta)   | вразливий                                | -                              | -                     |            |
| 287   | Водяний жовтець Ріона            | Batrachium rionii (Lagger) Nyman                                       | Жовтецеві (Ranunculaceae)           | Дводольні (Magnoliopsida (Dicotyledonae)) | Покритонасінні (Magnoliophyta)   | вразливий                                | -                              | -                     |            |
| 288   | Калюжниця болотна                | Caltha palustris L.                                                    | Жовтецеві (Ranunculaceae)           | Дводольні (Magnoliopsida (Dicotyledonae)) | Покритонасінні (Magnoliophyta)   | рідкісний                                | -                              | -                     |            |
| 289   | Ломиніс цілолистий               | Clematis integrifolia L.                                               | Жовтецеві (Ranunculaceae)           | Дводольні (Magnoliopsida (Dicotyledonae)) | Покритонасінні (Magnoliophyta)   | рідкісний                                | -                              | -                     |            |
| 290   | Дельфіній клиновидний            | Delphinium cuneatum Steven ex DC.                                      | Жовтецеві (Ranunculaceae)           | Дводольні (Magnoliopsida (Dicotyledonae)) | Покритонасінні (Magnoliophyta)   | зникаючий                                | -                              | -                     |            |
| 291   | Жовтець золотистий               | Ranunculus auricomus L.                                                | Жовтецеві (Ranunculaceae)           | Дводольні (Magnoliopsida (Dicotyledonae)) | Покритонасінні (Magnoliophyta)   | вразливий                                | -                              | -                     |            |
| 292   | Жовтець кашубський               | Ranunculus cassubicus L.                                               | Жовтецеві (Ranunculaceae)           | Дводольні (Magnoliopsida (Dicotyledonae)) | Покритонасінні (Magnoliophyta)   | зниклий                                  | -                              | -                     |            |
| 293   | Жовтець вогнистий                | Ranunculus flammula L.                                                 | Жовтецеві (Ranunculaceae)           | Дводольні (Magnoliopsida (Dicotyledonae)) | Покритонасінні (Magnoliophyta)   | недостатньо вивчений (неоцінений)        | -                              | -                     |            |
| 294   | Жовтець язиколистий              | Ranunculus lingua L.                                                   | Жовтецеві (Ranunculaceae)           | Дводольні (Magnoliopsida (Dicotyledonae)) | Покритонасінні (Magnoliophyta)   | рідкісний                                | -                              | -                     |            |
| 295   | Жовтець багатолистий             | Ranunculus polyphyllus Waldst. et Kit. ex Willd.                       | Жовтецеві (Ranunculaceae)           | Дводольні (Magnoliopsida (Dicotyledonae)) | Покритонасінні (Magnoliophyta)   | вразливий                                | -                              | -                     |            |
| 296   | Рутвиця блискуча                 | Thalictrum lucidum L.                                                  | Жовтецеві (Ranunculaceae)           | Дводольні (Magnoliopsida (Dicotyledonae)) | Покритонасінні (Magnoliophyta)   | рідкісний                                | -                              | -                     |            |
| 297   | Мигдаль степовий                 | Amygdalus nana L.                                                      | Розові (Rosaceae)                   | Дводольні (Magnoliopsida (Dicotyledonae)) | Покритонасінні (Magnoliophyta)   | рідкісний                                | -                              | -                     |            |
| 298   | Кизильник чорноплідний           | Cotoneaster melanocarpus Fisch. ex Blytt                               | Розові (Rosaceae)                   | Дводольні (Magnoliopsida (Dicotyledonae)) | Покритонасінні (Magnoliophyta)   | рідкісний                                | -                              | -                     |            |
| 299   | Глід п'ятистовпчиковий           | Crataegus pentagyna Waldst. et Kit.                                    | Розові (Rosaceae)                   | Дводольні (Magnoliopsida (Dicotyledonae)) | Покритонасінні (Magnoliophyta)   | зникаючий                                | -                              | -                     |            |
| 300   | Суниці лісові                    | Fragaria vesca L.                                                      | Розові (Rosaceae)                   | Дводольні (Magnoliopsida (Dicotyledonae)) | Покритонасінні (Magnoliophyta)   | зникаючий                                | -                              | -                     |            |
| 301   | Гравілат алепський               | Geum aleppicum Jacq.                                                   | Розові (Rosaceae)                   | Дводольні (Magnoliopsida (Dicotyledonae)) | Покритонасінні (Magnoliophyta)   | зниклий                                  | -                              | -                     |            |
| 302   | Гравілат річковий                | Geum rivale L.                                                         | Розові (Rosaceae)                   | Дводольні (Magnoliopsida (Dicotyledonae)) | Покритонасінні (Magnoliophyta)   | зниклий                                  | -                              | -                     |            |
| 303   | Черемха звичайна                 | Padus avium Mill.                                                      | Розові (Rosaceae)                   | Дводольні (Magnoliopsida (Dicotyledonae)) | Покритонасінні (Magnoliophyta)   | зниклий                                  | -                              | -                     |            |
| 304   | Перстач білий                    | Potentilla alba L.                                                     | Розові (Rosaceae)                   | Дводольні (Magnoliopsida (Dicotyledonae)) | Покритонасінні (Magnoliophyta)   | недостатньо вивчений (неоцінений)        | -                              | -                     |            |
| 305   | Перстач прямостоячий             | Potentilla erecta (L.) Raeunsch                                        | Розові (Rosaceae)                   | Дводольні (Magnoliopsida (Dicotyledonae)) | Покритонасінні (Magnoliophyta)   | зниклий                                  | -                              | -                     |            |
| 306   | Перстач семилисточковий          | Potentilla heptaphylla L.                                              | Розові (Rosaceae)                   | Дводольні (Magnoliopsida (Dicotyledonae)) | Покритонасінні (Magnoliophyta)   | недостатньо вивчений (неоцінений)        | -                              | -                     |            |
| 307   | Перстач білоповстистий           | Potentilla leucotricha (Borbas) Borbas                                 | Розові (Rosaceae)                   | Дводольні (Magnoliopsida (Dicotyledonae)) | Покритонасінні (Magnoliophyta)   | недостатньо вивчений (неоцінений)        | -                              | -                     |            |
| 308   | Перстач східний                  | Potentilla orientalis Juz.                                             | Розові (Rosaceae)                   | Дводольні (Magnoliopsida (Dicotyledonae)) | Покритонасінні (Magnoliophyta)   | недостатньо вивчений (неоцінений)        | -                              | -                     |            |
| 309   | Вовче тіло болотне               | Potentilla palustris (L.) Scop.                                        | Розові (Rosaceae)                   | Дводольні (Magnoliopsida (Dicotyledonae)) | Покритонасінні (Magnoliophyta)   | зникаючий                                | -                              | -                     |            |
| 310   | Перстач пірамідоквітковий        | Potentilla thyrsiflora Huels ex Zimmeter                               | Розові (Rosaceae)                   | Дводольні (Magnoliopsida (Dicotyledonae)) | Покритонасінні (Magnoliophyta)   | недостатньо вивчений (неоцінений)        | -                              | -                     |            |
| 311   | Чорноголовник родовиковий        | Poterium sanguisorba L.                                                | Розові (Rosaceae)                   | Дводольні (Magnoliopsida (Dicotyledonae)) | Покритонасінні (Magnoliophyta)   | недостатньо вивчений (неоцінений)        | -                              | -                     |            |
| 312   | Шипшина залозистозубчаста        | Rosa adenodonta Dubovik                                                | Розові (Rosaceae)                   | Дводольні (Magnoliopsida (Dicotyledonae)) | Покритонасінні (Magnoliophyta)   | зникаючий                                | -                              | -                     |            |
| 313   | Шипшина Бордзиловського          | Rosa bordzilowskii Chrshan.                                            | Розові (Rosaceae)                   | Дводольні (Magnoliopsida (Dicotyledonae)) | Покритонасінні (Magnoliophyta)   | недостатньо вивчений (неоцінений)        | -                              | -                     |            |
| 314   | Шипшина дніпровська              | Rosa borysthenica Chrshan.                                             | Розові (Rosaceae)                   | Дводольні (Magnoliopsida (Dicotyledonae)) | Покритонасінні (Magnoliophyta)   | зниклий                                  | -                              | -                     |            |
| 315   | Шипшина Юндзила                  | Rosa jundzillii Besser                                                 | Розові (Rosaceae)                   | Дводольні (Magnoliopsida (Dicotyledonae)) | Покритонасінні (Magnoliophyta)   | недостатньо вивчений (неоцінений)        | -                              | -                     |            |
| 316   | Шипшина приазовська              | Rosa maeotica Dubovik                                                  | Розові (Rosaceae)                   | Дводольні (Magnoliopsida (Dicotyledonae)) | Покритонасінні (Magnoliophyta)   | рідкісний                                | -                              | -                     |            |
| 317   | Шипшина волинська                | Rosa rubiginosa L.                                                     | Розові (Rosaceae)                   | Дводольні (Magnoliopsida (Dicotyledonae)) | Покритонасінні (Magnoliophyta)   | недостатньо вивчений (неоцінений)        | -                              | -                     |            |
| 318   | Шипшина найколючіша              | Rosa spinosissima L                                                    | Розові (Rosaceae)                   | Дводольні (Magnoliopsida (Dicotyledonae)) | Покритонасінні (Magnoliophyta)   | рідкісний                                | -                              | -                     |            |
| 319   | Шипшина повстиста                | Rosa tomentosa Smith                                                   | Розові (Rosaceae)                   | Дводольні (Magnoliopsida (Dicotyledonae)) | Покритонасінні (Magnoliophyta)   | рідкісний                                | -                              | -                     |            |
| 320   | Родовик лікарський               | Sanguisorba officinalis L.                                             | Розові (Rosaceae)                   | Дводольні (Magnoliopsida (Dicotyledonae)) | Покритонасінні (Magnoliophyta)   | рідкісний                                | -                              | -                     |            |
| 321   | Таволга Литвинова                | Spiraea litwinowii Dobrocz.                                            | Розові (Rosaceae)                   | Дводольні (Magnoliopsida (Dicotyledonae)) | Покритонасінні (Magnoliophyta)   | недостатньо вивчений (неоцінений)        | -                              | -                     |            |
| 322   | Маренка пахуча                   | Asperula graveolens M. Bieb. ex Schult. et Schult. f.                  | Маренові (Rubiaceae)                | Дводольні (Magnoliopsida (Dicotyledonae)) | Покритонасінні (Magnoliophyta)   | рідкісний                                | -                              | -                     |            |
| 323   | Підмаренник красильний           | Galium tinctorium (L.) Scop.                                           | Маренові (Rubiaceae)                | Дводольні (Magnoliopsida (Dicotyledonae)) | Покритонасінні (Magnoliophyta)   | зниклий                                  | -                              | -                     |            |
| 324   | Підмаренник Рупрехта             | Galium trifidum L.                                                     | Маренові (Rubiaceae)                | Дводольні (Magnoliopsida (Dicotyledonae)) | Покритонасінні (Magnoliophyta)   | недостатньо вивчений (неоцінений)        | -                              | -                     |            |
| 325   | Підмаренник дністровський        | Galium tyraicum Klokov                                                 | Маренові (Rubiaceae)                | Дводольні (Magnoliopsida (Dicotyledonae)) | Покритонасінні (Magnoliophyta)   | недостатньо вивчений (неоцінений)        | -                              | -                     |            |
| 326   | Підмаренник багновий             | Galium uliginosum L.                                                   | Маренові (Rubiaceae)                | Дводольні (Magnoliopsida (Dicotyledonae)) | Покритонасінні (Magnoliophyta)   | недостатньо вивчений (неоцінений)        | -                              | -                     |            |
| 327   | Підмаренник волинський           | Galium volhynicum Pobed.                                               | Маренові (Rubiaceae)                | Дводольні (Magnoliopsida (Dicotyledonae)) | Покритонасінні (Magnoliophyta)   | рідкісний                                | рідкісний                      | -                     |            |
| 328   | Марена татарська                 | Rubia tatarica (Trev.) F. Schmidt                                      | Маренові (Rubiaceae)                | Дводольні (Magnoliopsida (Dicotyledonae)) | Покритонасінні (Magnoliophyta)   | зникаючий                                | -                              | -                     |            |
| 329   | Гаплофіл запашний                | Haplophyllum suaveolens (DC.) G. Don f.                                | Рутові (Rutaceae)                   | Дводольні (Magnoliopsida (Dicotyledonae)) | Покритонасінні (Magnoliophyta)   | рідкісний                                | -                              | -                     |            |
| 330   | Верба вушката                    | Salix aurita L.                                                        | Вербові (Salicaceae)                | Дводольні (Magnoliopsida (Dicotyledonae)) | Покритонасінні (Magnoliophyta)   | недостатньо вивчений (неоцінений)        | -                              | -                     |            |
| 331   | Верба козяча                     | Salix caprea L.                                                        | Вербові (Salicaceae)                | Дводольні (Magnoliopsida (Dicotyledonae)) | Покритонасінні (Magnoliophyta)   | рідкісний                                | -                              | -                     |            |
| 332   | Верба прутовидна                 | Salix viminalis L.                                                     | Вербові (Salicaceae)                | Дводольні (Magnoliopsida (Dicotyledonae)) | Покритонасінні (Magnoliophyta)   | рідкісний                                | -                              | -                     |            |
| 333   | Ломикамінь трипальчастий         | Saxifraga tridactylites L.                                             | Ломикаменеві (Saxifragaceae)        | Дводольні (Magnoliopsida (Dicotyledonae)) | Покритонасінні (Magnoliophyta)   | зниклий                                  | -                              | -                     |            |
| 334   | Наперстянка великоцвіта          | Digitalis grandiflora Mill.                                            | Ранникові (Scrophulariaceae)        | Дводольні (Magnoliopsida (Dicotyledonae)) | Покритонасінні (Magnoliophyta)   | зникаючий                                | -                              | -                     |            |
| 335   | Мулянка водяна                   | Limosella aquatica L.                                                  | Ранникові (Scrophulariaceae)        | Дводольні (Magnoliopsida (Dicotyledonae)) | Покритонасінні (Magnoliophyta)   | рідкісний                                | -                              | -                     |            |
| 336   | Льонок Біберштейна               | Linaria biebersteinii Besser                                           | Ранникові (Scrophulariaceae)        | Дводольні (Magnoliopsida (Dicotyledonae)) | Покритонасінні (Magnoliophyta)   | зникаючий                                | -                              | невизнач.             |            |
| 337   | Льонок великохвостий             | Linaria macroura (M. Bieb.) M. Bieb                                    | Ранникові (Scrophulariaceae)        | Дводольні (Magnoliopsida (Dicotyledonae)) | Покритонасінні (Magnoliophyta)   | вразливий                                | -                              | -                     |            |
| 338   | Ліндернія простерта              | Lindernia procumbens (Krock.) Borbás                                   | Ранникові (Scrophulariaceae)        | Дводольні (Magnoliopsida (Dicotyledonae)) | Покритонасінні (Magnoliophyta)   | недостатньо вивчений (неоцінений)        | -                              | -                     |            |
| 339   | Перестріч гребінчастий           | Melampyrum cristatum L.                                                | Ранникові (Scrophulariaceae)        | Дводольні (Magnoliopsida (Dicotyledonae)) | Покритонасінні (Magnoliophyta)   | рідкісний                                | -                              | -                     |            |
| 340   | Перестріч гайовий                | Melampyrum nemorosum L.                                                | Ранникові (Scrophulariaceae)        | Дводольні (Magnoliopsida (Dicotyledonae)) | Покритонасінні (Magnoliophyta)   | рідкісний                                | -                              | -                     |            |
| 341   | Перестріч лучний                 | Melampyrum pratense L                                                  | Ранникові (Scrophulariaceae)        | Дводольні (Magnoliopsida (Dicotyledonae)) | Покритонасінні (Magnoliophyta)   | рідкісний                                | -                              | -                     |            |
| 342   | Шолудивник пухнастоколосий       | Pedicularis dasystachys Schrenk                                        | Ранникові (Scrophulariaceae)        | Дводольні (Magnoliopsida (Dicotyledonae)) | Покритонасінні (Magnoliophyta)   | рідкісний                                | -                              | -                     |            |
| 343   | Шолудивник Кауфмана              | Pedicularis kaufmannii Pinzg.                                          | Ранникові (Scrophulariaceae)        | Дводольні (Magnoliopsida (Dicotyledonae)) | Покритонасінні (Magnoliophyta)   | рідкісний                                | -                              | -                     |            |
| 344   | Ранник тіньовий                  | Scrophularia umbrosa Dumort.                                           | Ранникові (Scrophulariaceae)        | Дводольні (Magnoliopsida (Dicotyledonae)) | Покритонасінні (Magnoliophyta)   | зниклий                                  | -                              | -                     |            |
| 345   | Дивина чорна                     | Verbascum nigrum L.                                                    | Ранникові (Scrophulariaceae)        | Дводольні (Magnoliopsida (Dicotyledonae)) | Покритонасінні (Magnoliophyta)   | недостатньо вивчений (неоцінений)        | -                              | -                     |            |
| 346   | Вероніка лікарська               | Veronica officinalis L.                                                | Ранникові (Scrophulariaceae)        | Дводольні (Magnoliopsida (Dicotyledonae)) | Покритонасінні (Magnoliophyta)   | зниклий                                  | -                              | -                     |            |
| 347   | Вероніка щиткова                 | Veronica scutellata L.                                                 | Ранникові (Scrophulariaceae)        | Дводольні (Magnoliopsida (Dicotyledonae)) | Покритонасінні (Magnoliophyta)   | вразливий                                | -                              | -                     |            |
| 348   | Вероніка чебрецелиста            | Veronica serpyllifolia L.                                              | Ранникові (Scrophulariaceae)        | Дводольні (Magnoliopsida (Dicotyledonae)) | Покритонасінні (Magnoliophyta)   | рідкісний                                | -                              | -                     |            |
| 349   | Настінниця сербська              | Parietaria serbica Pančić                                              | Кропивні (Urticaceae)               | Дводольні (Magnoliopsida (Dicotyledonae)) | Покритонасінні (Magnoliophyta)   | вразливий                                | -                              | -                     |            |
| 350   | Валеріана лікарська              | Valeriana officinalis L.                                               | Валеріанові (Valerianaceae)         | Дводольні (Magnoliopsida (Dicotyledonae)) | Покритонасінні (Magnoliophyta)   | рідкісний                                | -                              | -                     |            |
| 351   | Валеріана російська              | Valeriana rossica P. Smirn.                                            | Валеріанові (Valerianaceae)         | Дводольні (Magnoliopsida (Dicotyledonae)) | Покритонасінні (Magnoliophyta)   | рідкісний                                | -                              | -                     |            |
| 352   | Валеріана пагононосна            | Valeriana stolonifera Czern.                                           | Валеріанові (Valerianaceae)         | Дводольні (Magnoliopsida (Dicotyledonae)) | Покритонасінні (Magnoliophyta)   | рідкісний                                | -                              | -                     |            |
| 353   | Валеріана бульбиста              | Valeriana tuberosa L.                                                  | Валеріанові (Valerianaceae)         | Дводольні (Magnoliopsida (Dicotyledonae)) | Покритонасінні (Magnoliophyta)   | рідкісний                                | -                              | -                     |            |
| 354   | Валеріана блискуча               | Valeriana wolgensis Kazak.                                             | Валеріанові (Valerianaceae)         | Дводольні (Magnoliopsida (Dicotyledonae)) | Покритонасінні (Magnoliophyta)   | рідкісний                                | -                              | -                     |            |
| 355   | Фіалка ставкова                  | Viola persicifolia Schreb.                                             | Фіалкові (Violaceae)                | Дводольні (Magnoliopsida (Dicotyledonae)) | Покритонасінні (Magnoliophyta)   | зниклий                                  | -                              | -                     |            |
| 356   | Фіалка донська                   | Viola tanaitica Grosset                                                | Фіалкові (Violaceae)                | Дводольні (Magnoliopsida (Dicotyledonae)) | Покритонасінні (Magnoliophyta)   | зниклий                                  | -                              | -                     |            |